# Llista de topònims de l'Alta Cerdanya
Llista de topònims (noms propis de lloc) de l'Alta Cerdanya
Informació actualitzada per un bot. Els canvis manuals es perdran quan s'actualitzi!

## banys públics
| imatge | Nom             | Ubicat a | instància de              | Detalls | coordenades                                                                 | Protecció | Commons (més fotos) | Dades a WD                    |
| ------ | --------------- | -------- | ------------------------- | ------- | --------------------------------------------------------------------------- | --------- | ------------------- | ----------------------------- |
|        | Banys de Dorres | Dorres   | banys públics font termal |         | 42° 29′ 06″ N, 1° 56′ 50″ E / 42.484994444444446°N,1.9471°E 1397.1 msnm     |           | Bains de Dorres     | Modifica les dades a Wikidata |
|        | Banys de Llo    | Llo      | banys públics             |         | 42° 27′ 06″ N, 2° 03′ 39″ E / 42.451669444444°N,2.0608416666667°E 1381 msnm |           |                     | Modifica les dades a Wikidata |

## bosc
| imatge | Nom                 | Ubicat a          | instància de | Detalls | coordenades                                                       | Protecció | Commons (més fotos) | Dades a WD                    |
| ------ | ------------------- | ----------------- | ------------ | ------- | ----------------------------------------------------------------- | --------- | ------------------- | ----------------------------- |
|        | bosc de Palau       | Palau de Cerdanya | bosc         |         | 42° 22′ 19″ N, 1° 58′ 42″ E / 42.371944444444°N,1.9783333333333°E |           |                     | Modifica les dades a Wikidata |
|        | bosc de les Corones | Vallcebollera     | bosc         |         | 42° 22′ 38″ N, 2° 01′ 17″ E / 42.377222222222°N,2.0213888888889°E |           |                     | Modifica les dades a Wikidata |

## bosc comunal
| imatge | Nom                                      | Ubicat a                              | instància de | Detalls              | coordenades                                                       | Protecció | Commons (més fotos) | Dades a WD                    |
| ------ | ---------------------------------------- | ------------------------------------- | ------------ | -------------------- | ----------------------------------------------------------------- | --------- | ------------------- | ----------------------------- |
|        | Bosc Comunal d'Angostrina                | Angostrina i Vilanova de les Escaldes | bosc comunal |                      | 42° 31′ 06″ N, 1° 58′ 05″ E / 42.518333333333°N,1.9680555555556°E |           |                     | Modifica les dades a Wikidata |
|        | Bosc Comunal d'Eina                      | Eina                                  | bosc comunal |                      | 42° 27′ 51″ N, 2° 05′ 49″ E / 42.464166666667°N,2.0969444444444°E |           |                     | Modifica les dades a Wikidata |
|        | Bosc Comunal d'Er                        | Er                                    | bosc comunal | Superfície: 10.12km² | 42° 24′ 27″ N, 2° 03′ 39″ E / 42.4075°N,2.0608333333333°E         |           |                     | Modifica les dades a Wikidata |
|        | Bosc Comunal d'Estavar                   | Estavar                               | bosc comunal | Superfície: 0.97km²  | 42° 29′ 02″ N, 2° 00′ 49″ E / 42.483888888889°N,2.0136111111111°E |           |                     | Modifica les dades a Wikidata |
|        | Bosc Comunal d'Oceja                     | Oceja                                 | bosc comunal |                      |                                                                   |           |                     | Modifica les dades a Wikidata |
|        | Bosc Comunal d'Èguet                     | Èguet                                 | bosc comunal |                      | 42° 30′ 34″ N, 2° 01′ 02″ E / 42.509444444444°N,2.0172222222222°E |           |                     | Modifica les dades a Wikidata |
|        | Bosc Comunal de Bolquera                 | Bolquera                              | bosc comunal |                      | 42° 31′ 53″ N, 2° 03′ 48″ E / 42.531388888889°N,2.063325°E        |           |                     | Modifica les dades a Wikidata |
|        | Bosc Comunal de Dorres                   | Dorres                                | bosc comunal |                      | 42° 30′ 30″ N, 1° 55′ 55″ E / 42.508333333333°N,1.9319444444444°E |           |                     | Modifica les dades a Wikidata |
|        | Bosc Comunal de Font-romeu, Odelló i Vià | Font-romeu, Odelló i Vià              | bosc comunal |                      | 42° 30′ 49″ N, 2° 01′ 44″ E / 42.51374053°N,2.02899456°E          |           |                     | Modifica les dades a Wikidata |
|        | Bosc Comunal de Llo                      | Llo                                   | bosc comunal |                      | 42° 26′ 01″ N, 2° 05′ 05″ E / 42.433611111111°N,2.0847222222222°E |           |                     | Modifica les dades a Wikidata |
|        | Bosc Comunal de Naüja                    | Naüja                                 | bosc comunal |                      | 42° 25′ 07″ N, 2° 00′ 49″ E / 42.418611111111°N,2.0136111111111°E |           |                     | Modifica les dades a Wikidata |
|        | Bosc Comunal de Palau de Cerdanya        | Palau de Cerdanya                     | bosc comunal | Superfície: 4.09km²  |                                                                   |           |                     | Modifica les dades a Wikidata |
|        | Bosc Comunal de Portè                    | Portè                                 | bosc comunal | Superfície: 5.31km²  | 42° 32′ 36″ N, 1° 51′ 27″ E / 42.543333333333°N,1.8575°E          |           |                     | Modifica les dades a Wikidata |

## canyó
| imatge | Nom              | Ubicat a    | instància de | Detalls | coordenades                                                                   | Protecció | Commons (més fotos) | Dades a WD                    |
| ------ | ---------------- | ----------- | ------------ | ------- | ----------------------------------------------------------------------------- | --------- | ------------------- | ----------------------------- |
|        | Gorges del Segre | Llo         | canyó        |         | 42° 26′ 46″ N, 2° 04′ 17″ E / 42.446144444444°N,2.0712611111111°E 1484.8 msnm |           |                     | Modifica les dades a Wikidata |
|        | gorges de la Fou | Porta Portè | canyó        |         | 42° 32′ 39″ N, 1° 49′ 33″ E / 42.544205555556°N,1.8259°E 1591.3 msnm          |           |                     | Modifica les dades a Wikidata |

## capella
| imatge | Nom                                  | Ubicat a                 | instància de                | Detalls                                                          | coordenades                                                                       | Protecció                     | Commons (més fotos)                    | Dades a WD                    |
| ------ | ------------------------------------ | ------------------------ | --------------------------- | ---------------------------------------------------------------- | --------------------------------------------------------------------------------- | ----------------------------- | -------------------------------------- | ----------------------------- |
|        | El Sant Crist de Dorres              | Dorres                   | capella                     |                                                                  | 42° 29′ 17″ N, 1° 56′ 49″ E / 42.487918°N,1.947025°E                              |                               |                                        | Modifica les dades a Wikidata |
|        | La Mageta                            | Dorres                   | capella                     |                                                                  | 42° 29′ 04″ N, 1° 55′ 58″ E / 42.484389°N,1.93269°E                               |                               | Chapelle de la Mageta                  | Modifica les dades a Wikidata |
|        | Mare de Déu de Bell-lloc de Dorres   | Dorres                   | capella                     | Estil: arquitectura romànica 13rd century Dedicat a: Mare de Déu | 42° 28′ 45″ N, 1° 55′ 34″ E / 42.4793°N,1.92617°E 1685 msnm                       | monument històric inventariat | Chapelle Notre-Dame-de-Belloch         | Modifica les dades a Wikidata |
|        | Mare de Déu del Carme de Cortvassill | Porta                    | capella                     |                                                                  | 42° 29′ 44″ N, 1° 50′ 53″ E / 42.495525°N,1.8479444444444°E Cortvassill 1363 msnm |                               |                                        | Modifica les dades a Wikidata |
|        | Mare de Déu del Mas Blanc            | la Guingueta d'Ix        | capella                     |                                                                  | 42° 26′ 26″ N, 1° 56′ 50″ E / 42.440472°N,1.947358°E                              |                               |                                        | Modifica les dades a Wikidata |
|        | Mare de Déu del Roser d'Oceja        | Oceja                    | capella                     |                                                                  |                                                                                   |                               |                                        | Modifica les dades a Wikidata |
|        | Sant Antoni de Pàdua d'Enveig        | Enveig                   | capella                     |                                                                  |                                                                                   |                               |                                        | Modifica les dades a Wikidata |
|        | Sant Crist d'Èguet                   | Èguet                    | capella                     |                                                                  | 42° 30′ 04″ N, 2° 04′ 44″ E / 42.501212°N,2.078797°E                              |                               |                                        | Modifica les dades a Wikidata |
|        | Sant Eloi de Porta                   | Porta                    | capella                     |                                                                  | 42° 31′ 33″ N, 1° 49′ 24″ E / 42.5259°N,1.82325°E 1507.8 msnm                     |                               | Chapelle Saint-Éloi de Porta           | Modifica les dades a Wikidata |
|        | Sant Fruitós de Brangolí             | Enveig                   | capella església parroquial |                                                                  | 42° 28′ 54″ N, 1° 54′ 29″ E / 42.481569444444°N,1.907925°E 1475.9 msnm            |                               | Chapelle Saint-Fructueux de Brangoli   | Modifica les dades a Wikidata |
|        | Sant Gabriel del Mas d'en Girvés     | Llo                      | capella                     |                                                                  | 42° 27′ 06″ N, 2° 03′ 36″ E / 42.451631°N,2.060138°E                              |                               | Chapelle Saint-Gabriel de Girvés       | Modifica les dades a Wikidata |
|        | Sant Vicenç de Portolers             | Font-romeu, Odelló i Vià | capella                     |                                                                  | 42° 28′ 41″ N, 2° 02′ 29″ E / 42.478079°N,2.041407°E                              |                               |                                        | Modifica les dades a Wikidata |
|        | Santa Eugènia de Vedrinyans          | Sallagosa                | capella                     |                                                                  | 42° 27′ 05″ N, 2° 02′ 34″ E / 42.451455°N,2.042892°E 1389.4 msnm                  |                               | Chapelle Sainte-Eugénie de Vedrinyans  | Modifica les dades a Wikidata |
|        | capella de Concellabre               | Santa Llocaia            | capella                     |                                                                  | 42° 26′ 27″ N, 1° 58′ 54″ E / 42.44076°N,1.9817°E                                 |                               |                                        | Modifica les dades a Wikidata |
|        | capella de Sant Bernabé              | Vallcebollera            | capella                     |                                                                  | 42° 23′ 05″ N, 2° 02′ 44″ E / 42.384856°N,2.045558°E                              |                               | Chapelle Saint-Barnabé de Valcebollère | Modifica les dades a Wikidata |
|        | capella de Sant Esteve de Llus       | Santa Llocaia            | capella                     |                                                                  | 42° 26′ 27″ N, 2° 00′ 57″ E / 42.440862°N,2.015933°E                              |                               |                                        | Modifica les dades a Wikidata |
|        | capella de Sant Roc d'Oceja          | Oceja                    | capella                     |                                                                  | 42° 24′ 53″ N, 1° 58′ 29″ E / 42.414667°N,1.974768°E                              |                               |                                        | Modifica les dades a Wikidata |

## carrer
| imatge | Nom                      | Ubicat a                 | instància de | Detalls | coordenades | Protecció | Commons (més fotos) | Dades a WD                    |
| ------ | ------------------------ | ------------------------ | ------------ | ------- | ----------- | --------- | ------------------- | ----------------------------- |
|        | bulevard de Cambra d'Ase | Font-romeu, Odelló i Vià | carrer       |         |             |           |                     | Modifica les dades a Wikidata |
|        | cami de la Fibereta      | Er                       | carrer       |         |             |           |                     | Modifica les dades a Wikidata |

## castell
| imatge | Nom                 | Ubicat a | instància de | Detalls       | coordenades                                                                 | Protecció                     | Commons (més fotos) | Dades a WD                    |
| ------ | ------------------- | -------- | ------------ | ------------- | --------------------------------------------------------------------------- | ----------------------------- | ------------------- | ----------------------------- |
|        | Castell de Bolquera | Bolquera | castell      |               | 42° 30′ 04″ N, 2° 04′ 44″ E / 42.501239°N,2.078843°E 1616.8 msnm            |                               |                     | Modifica les dades a Wikidata |
|        | Castell de Llo      | Llo      | castell      |               | 42° 27′ 03″ N, 2° 04′ 03″ E / 42.450716°N,2.067629°E 1642.6 msnm            |                               |                     | Modifica les dades a Wikidata |
|        | castell de Querol   | Porta    | castell      | Estat: ruïnós | 42° 29′ 55″ N, 1° 50′ 37″ E / 42.4986°N,1.8437°E fr:rue du Château fr:Carol | monument històric inventariat | Château de Carol    | Modifica les dades a Wikidata |
|        | torre Cerdana       | Portè    | castell      |               | 42° 32′ 37″ N, 1° 49′ 28″ E / 42.543744444444°N,1.8245694444444°E 1675 msnm |                               |                     | Modifica les dades a Wikidata |

## cementiri
| imatge | Nom                                                     | Ubicat a                 | instància de | Detalls | coordenades                                                  | Protecció | Commons (més fotos)                | Dades a WD                    |
| ------ | ------------------------------------------------------- | ------------------------ | ------------ | ------- | ------------------------------------------------------------ | --------- | ---------------------------------- | ----------------------------- |
|        | antic cementiri de l'església de Sant Fruitós d'Iravals | la Tor de Querol         | cementiri    |         | 42° 27′ 36″ N, 1° 53′ 38″ E / 42.46°N,1.8938°E               |           |                                    | Modifica les dades a Wikidata |
|        | cementiri d'Enveig                                      | Enveig                   | cementiri    |         | 42° 27′ 30″ N, 1° 55′ 21″ E / 42.4583°N,1.9226°E             |           |                                    | Modifica les dades a Wikidata |
|        | cementiri de Font-romeu, Odelló i Vià                   | Font-romeu, Odelló i Vià | cementiri    |         | 42° 29′ 44″ N, 2° 02′ 18″ E / 42.4955°N,2.0384°E             |           |                                    | Modifica les dades a Wikidata |
|        | cementiri de Naüja                                      | Naüja                    | cementiri    |         | 42° 25′ 31″ N, 1° 59′ 22″ E / 42.4252°N,1.9895°E             |           |                                    | Modifica les dades a Wikidata |
|        | cementiri de Porta                                      | Porta                    | cementiri    |         | 42° 31′ 27″ N, 1° 49′ 34″ E / 42.5242°N,1.8262°E             |           |                                    | Modifica les dades a Wikidata |
|        | cementiri de Sant Romà de Càldegues                     | la Guingueta d'Ix        | cementiri    |         | 42° 26′ 29″ N, 1° 57′ 53″ E / 42.44128°N,1.96459°E Càldegues |           | Cimetière Saint-Romain de Caldégas | Modifica les dades a Wikidata |
|        | cementiri de les dues esglésies d'Er                    | Er                       | cementiri    |         | 42° 26′ 30″ N, 2° 01′ 58″ E / 42.4416°N,2.0328°E             |           |                                    | Modifica les dades a Wikidata |

## cim
| imatge | Nom                | Ubicat a                                    | instància de | Detalls | coordenades | Protecció | Commons (més fotos) | Dades a WD                    |
| ------ | ------------------ | ------------------------------------------- | ------------ | ------- | --- | --------- | ------------------- | ----------------------------- |
|        | Camp del Parones   | Llo Eina                                    | cim          |         | 42° 25′ 38″ N, 2° 07′ 13″ E / 42.427222222222°N,2.1202777777778°E 2568 msnm                                                       |           |                     | Modifica les dades a Wikidata |
|        | Carlit de Baix     | Angostrina i Vilanova de les Escaldes       | cim          |         | 42° 36′ 23″ N, 1° 56′ 16″ E / 42.60626388888889°N,1.9377722222222225°E 2797 msnm                                                  |           |                     | Modifica les dades a Wikidata |
|        | Pic d'Envalira     | Encamp Porta                                | cim          |         | 42° 31′ 08″ N, 1° 43′ 29″ E / 42.518795156388606°N,1.7248508870272503°E 2659 msnm                                                 |           |                     | Modifica les dades a Wikidata |
|        | Pic de Mollet      | Alta Cerdanya Dorres Enveig                 | cim muntanya |         | 42° 30′ 31″ N, 1° 54′ 43″ E / 42.50852777777778°N,1.911836111111111°E 2284 2287 msnm                                              |           |                     | Modifica les dades a Wikidata |
|        | Pic de la Tossa    | Porta                                       | cim          |         | 42° 29′ 12″ N, 1° 49′ 09″ E / 42.486662°N,1.819196°E 2408 msnm                                                                    |           |                     | Modifica les dades a Wikidata |
|        | Pla de les Salines | Vallcebollera Toses                         | cim plana    |         | 42° 21′ 27″ N, 2° 02′ 26″ E / 42.357573°N,2.040663°E 2374 msnm                                                                    |           |                     | Modifica les dades a Wikidata |
|        | Puig d'Estaques    | Er Oceja Santa Llocaia                      | cim muntanya |         | 42° 24′ 49″ N, 2° 02′ 02″ E / 42.413611111111°N,2.0338888888889°E 42° 24′ 40″ N, 2° 02′ 08″ E / 42.411042°N,2.03553°E 2056.6 msnm |           |                     | Modifica les dades a Wikidata |
|        | Puig de Fontviva   | Angostrina i Vilanova de les Escaldes Portè | cim muntanya |         | 42° 34′ 09″ N, 1° 52′ 47″ E / 42.569143°N,1.879615°E 2673 msnm                                                                    |           |                     | Modifica les dades a Wikidata |
|        | Roc de la Calma    | Font-romeu, Odelló i Vià                    | cim muntanya |         | 42° 32′ 07″ N, 2° 00′ 57″ E / 42.535411111111°N,2.0157°E 2213.2 msnm                                                              |           |                     | Modifica les dades a Wikidata |
|        | pic de Gorrablanc  | Vallcebollera Toses                         | cim          |         | 42° 21′ 42″ N, 2° 04′ 06″ E / 42.361696°N,2.06833°E 2442 msnm                                                                     |           |                     | Modifica les dades a Wikidata |
|        | pic de Segalera    | Llo Er                                      | cim          |         | 42° 25′ 24″ N, 2° 04′ 43″ E / 42.423333333333°N,2.0786111111111°E 2179 msnm                                                       |           |                     | Modifica les dades a Wikidata |
|        | puig de Coma Dolça | Llo Er                                      | cim          |         | 42° 24′ 04″ N, 2° 05′ 31″ E / 42.401111111111°N,2.0919444444444°E 2447 msnm                                                       |           |                     | Modifica les dades a Wikidata |

## cista
| imatge | Nom                   | Ubicat a                              | instància de | Detalls | coordenades                                                                   | Protecció | Commons (més fotos) | Dades a WD                    |
| ------ | --------------------- | ------------------------------------- | ------------ | ------- | ----------------------------------------------------------------------------- | --------- | ------------------- | ----------------------------- |
|        | Cista de Roca Flavià  | Font-romeu, Odelló i Vià              | cista        |         | 42° 29′ 05″ N, 2° 03′ 43″ E / 42.484722222222°N,2.0619444444444°E 1456.1 msnm |           |                     | Modifica les dades a Wikidata |
|        | Cista de les Fontetes | Angostrina i Vilanova de les Escaldes | cista        |         | 42° 29′ 22″ N, 1° 58′ 17″ E / 42.489444444444°N,1.9713888888889°E 1508.2 msnm |           |                     | Modifica les dades a Wikidata |

## collada
| imatge | Nom                         | Ubicat a                                     | instància de | Detalls | coordenades                                                                        | Protecció | Commons (més fotos)  | Dades a WD                    |
| ------ | --------------------------- | -------------------------------------------- | ------------ | ------- | ---------------------------------------------------------------------------------- | --------- | -------------------- | ----------------------------- |
|        | Coll de Coma d'Anyell       | Angostrina i Vilanova de les Escaldes Merens | collada      |         | 42° 36′ 38″ N, 1° 53′ 53″ E / 42.610461°N,1.898006°E 2481.2 msnm                   |           |                      | Modifica les dades a Wikidata |
|        | Coll de Finestrelles        | Queralbs Llo Eina                            | collada      |         | 42° 24′ 30″ N, 2° 07′ 29″ E / 42.408468°N,2.124856°E 2604 msnm                     |           | Coll de Finestrelles | Modifica les dades a Wikidata |
|        | Coll de Núria               | Queralbs Eina                                | collada      |         | 42° 25′ 16″ N, 2° 08′ 58″ E / 42.421180555556°N,2.1494111111111°E 2680.8 msnm      |           |                      | Modifica les dades a Wikidata |
|        | Coll de Sant Salvador       | Palau de Cerdanya Toses                      | collada      |         | 42° 21′ 09″ N, 2° 01′ 12″ E / 42.352466666666665°N,2.0200666666666667°E 2097 msnm  |           |                      | Modifica les dades a Wikidata |
|        | Coll de l'Home Mort         | Enveig Porta                                 | collada      |         | 42° 31′ 04″ N, 1° 51′ 20″ E / 42.517681°N,1.855475°E 2290.6 msnm                   |           |                      | Modifica les dades a Wikidata |
|        | Pas dels Lladres            | Queralbs Vallcebollera                       | collada      |         | 42° 21′ 52″ N, 2° 05′ 27″ E / 42.36448°N,2.09094°E 2505.9 msnm                     |           |                      | Modifica les dades a Wikidata |
|        | Portella Blanca de Meranges | Porta Meranges                               | collada      |         | 42° 29′ 33″ N, 1° 45′ 05″ E / 42.492519444444°N,1.7514722222222°E 2618.9 msnm      |           |                      | Modifica les dades a Wikidata |
|        | Portella de Cortal Rossó    | Portè                                        | collada      |         | 2531 msnm                                                                          |           |                      | Modifica les dades a Wikidata |
|        | Portella de Lanós           | Angostrina i Vilanova de les Escaldes Merens | collada      |         | 42° 36′ 06″ N, 1° 53′ 42″ E / 42.60170277777778°N,1.8949055555555552°E 2516.1 msnm |           |                      | Modifica les dades a Wikidata |
|        | collet de Sant Salvador     | Toses Oceja                                  | collada      |         | 42° 21′ 07″ N, 2° 01′ 12″ E / 42.35191576106715°N,2.020068168640137°E              |           |                      | Modifica les dades a Wikidata |

## creu de cementiri
| imatge | Nom                       | Ubicat a                 | instància de      | Detalls | coordenades                                                                                | Protecció                                   | Commons (més fotos)     | Dades a WD                    |
| ------ | ------------------------- | ------------------------ | ----------------- | ------- | ------------------------------------------------------------------------------------------ | ------------------------------------------- | ----------------------- | ----------------------------- |
|        | creu del cementiri d'Ur   | Ur                       | creu de cementiri |         | 42° 27′ 35″ N, 1° 56′ 11″ E / 42.459722222222°N,1.9363888888889°E fr:cimetière             | monument històric catalogat                 | Croix de cimetière d'Ur | Modifica les dades a Wikidata |
|        | creu del cementiri de Vià | Font-romeu, Odelló i Vià | creu de cementiri |         | 42° 29′ 26″ N, 2° 02′ 20″ E / 42.49054982178965°N,2.0388528380155044°E Santa Coloma de Vià | objecte classificat com a monument històric |                         | Modifica les dades a Wikidata |

## dolmen
| imatge | Nom                       | Ubicat a                 | instància de | Detalls | coordenades | Protecció                   | Commons (més fotos) | Dades a WD                    |
| ------ | ------------------------- | ------------------------ | ------------ | ------- | --- | --------------------------- | ------------------- | ----------------------------- |
|        | Cista megalítica del Molí | Eina                     | dolmen cista |         | 42° 29′ 01″ N, 2° 04′ 13″ E / 42.483583333333°N,2.0701944444444°E 1530.6 msnm                                                                 |                             |                     | Modifica les dades a Wikidata |
|        | Dolmen de Brangolí        | Enveig                   | dolmen       |         | 42° 28′ 53″ N, 1° 54′ 19″ E / 42.48125°N,1.9051388888889°E 42° 28′ 55″ N, 1° 54′ 19″ E / 42.481944444444°N,1.9052777777778°E fr:Marongues     | monument històric catalogat | Dolmen de Brangoly  | Modifica les dades a Wikidata |
|        | Dolmen de la Borda        | Eina                     | dolmen       |         | 42° 29′ 08″ N, 2° 04′ 27″ E / 42.485416666667°N,2.0742222222222°E 1565.8 msnm                                                                 |                             | Dolmen de La Borda  | Modifica les dades a Wikidata |
|        | Dolmen de lo Pou          | Eina                     | dolmen       |         | 42° 28′ 52″ N, 2° 04′ 46″ E / 42.481138888889°N,2.0794444444444°E 42° 28′ 52″ N, 2° 04′ 46″ E / 42.481111111111°N,2.0795555555556°E 1581 msnm |                             |                     | Modifica les dades a Wikidata |
|        | Dolmen del Pujolet        | Èguet                    | dolmen       |         | 42° 29′ 57″ N, 2° 01′ 04″ E / 42.499166666667°N,2.0177777777778°E 1649.9 msnm                                                                 |                             |                     | Modifica les dades a Wikidata |
|        | dolmen de Roca Flavia     | Font-romeu, Odelló i Vià | dolmen       |         | 42° 29′ 06″ N, 2° 03′ 55″ E / 42.485111111111°N,2.0652777777778°E                                                                             |                             |                     | Modifica les dades a Wikidata |

## església
| imatge | Nom                                                     | Ubicat a                              | instància de                              | Detalls | coordenades                                                                         | Protecció                     | Commons (més fotos)                                                 | Dades a WD                    |
| ------ | ------------------------------------------------------- | ------------------------------------- | ----------------------------------------- | --- | ----------------------------------------------------------------------------------- | ----------------------------- | ------------------------------------------------------------------- | ----------------------------- |
|        | Mare de Déu d'Er                                        | Er                                    | església Ús: església                     | Estil: arquitectura romànica Dedicat a: Verge Maria                                                                | 42° 26′ 28″ N, 2° 01′ 59″ E / 42.441°N,2.033°E                                      | monument històric inventariat | Chapelle de la Vierge (Err)                                         | Modifica les dades a Wikidata |
|        | Sant Andreu d'Angostrina                                | Angostrina i Vilanova de les Escaldes | església                                  | Estil: arquitectura romànica Anomenat per: Andreu apòstol Dedicat a: Andreu apòstol                                | 42° 29′ 01″ N, 1° 57′ 32″ E / 42.4837°N,1.95902°E                                   | monument històric catalogat   | Église Saint-André d'Angoustrine                                    | Modifica les dades a Wikidata |
|        | Sant Andreu d'Angostrina                                | Angostrina i Vilanova de les Escaldes | església                                  | Estil: neogòtic Anomenat per: Andreu apòstol                                                                       | 42° 29′ 04″ N, 1° 57′ 41″ E / 42.484472222222°N,1.9614166666667°E 1341.2 msnm       |                               | Nouvelle église Saint-André d'Angoustrine                           | Modifica les dades a Wikidata |
|        | Sant Antoni Abat de Ro                                  | Sallagosa                             | església                                  | | 42° 27′ 28″ N, 2° 01′ 09″ E / 42.45782°N,2.01925°E                                  |                               | Chapelle Saint-Antoine-Abbé de Ro                                   | Modifica les dades a Wikidata |
|        | Sant Bartomeu de Bajanda                                | Estavar                               | església Ús: església                     | Estil: arquitectura romànica Anomenat per: Sant Bartomeu Dedicat a: Sant Bartomeu                                  | 42° 28′ 06″ N, 2° 00′ 37″ E / 42.4683°N,2.0104°E                                    |                               | Église Saint-Barthélemy de Bajanda                                  | Modifica les dades a Wikidata |
|        | Sant Esteve d'Èguet                                     | Èguet                                 | església església parroquial              | | 42° 30′ 00″ N, 2° 01′ 03″ E / 42.499882°N,2.017382°E                                |                               | Église Saint-Étienne d'Égat                                         | Modifica les dades a Wikidata |
|        | Sant Feliu de Castellvell                               | Llo                                   | església Ús: església                     | Estil: arquitectura romànica Estat: ruïnós                                                                         | 42° 27′ 02″ N, 2° 04′ 04″ E / 42.450638888889°N,2.0678611111111°E                   |                               | Chapelle Saint-Félix du Château                                     | Modifica les dades a Wikidata |
|        | Sant Feliu de Vallcebollera                             | Vallcebollera                         | església                                  | | 42° 23′ 10″ N, 2° 02′ 11″ E / 42.386166°N,2.036307°E                                |                               | Église Saint Félix de Valcebollère                                  | Modifica les dades a Wikidata |
|        | Sant Fructuós de Llo                                    | Llo                                   | església Ús: església                     | Estil: arquitectura romànica Anomenat per: Fructuós de Tarragona Dedicat a: Fructuós, Auguri i Eulogi de Tarragona | 42° 27′ 16″ N, 2° 03′ 38″ E / 42.4545°N,2.06067°E                                   | monument històric catalogat   | Église Saint-Fructueux de Llo                                       | Modifica les dades a Wikidata |
|        | Sant Fruitós d'Iravals                                  | la Tor de Querol                      | església Ús: església                     | Estil: arquitectura romànica Dedicat a: Fructuós de Tarragona                                                      | 42° 27′ 36″ N, 1° 53′ 38″ E / 42.46°N,1.8938°E                                      | monument històric catalogat   | Église Saint-Fructueux d'Iravals                                    | Modifica les dades a Wikidata |
|        | Sant Iscle i Santa Victòria de Vilanova de les Escaldes | Angostrina i Vilanova de les Escaldes | església                                  | Estil: arquitectura romànica Dedicat a: Iscle de Còrdova Victòria de Còrdova                                       | 42° 28′ 39″ N, 1° 57′ 09″ E / 42.4776°N,1.9525°E                                    | monument històric inventariat | Église Saint-Assiscle et Sainte-Victoire de Villeneuve-des-Escaldes | Modifica les dades a Wikidata |
|        | Sant Jaume de Naüja                                     | Naüja                                 | església                                  | | 42° 25′ 30″ N, 1° 59′ 37″ E / 42.425°N,1.99349167°E Catalunya del Nord              |                               | Église Saint-Jacques de Nahuja                                      | Modifica les dades a Wikidata |
|        | Sant Joan Baptista de Dorres                            | Dorres                                | església Ús: església parroquial catòlica | Estil: arquitectura romànica Dedicat a: Joan Evangelista                                                           | 42° 29′ 05″ N, 1° 56′ 24″ E / 42.484833333333334°N,1.9400555555555556°E 1453.9 msnm |                               | Église Saint-Jean de Dorres                                         | Modifica les dades a Wikidata |
|        | Sant Joan Baptista de Porta                             | Porta                                 | església Ús: església parroquial catòlica | | 42° 31′ 35″ N, 1° 49′ 31″ E / 42.52627°N,1.82525°E 1517.4 msnm                      |                               | Église Saint-Jean-Baptiste de Porta                                 | Modifica les dades a Wikidata |
|        | Sant Julià d'Estavar                                    | Estavar                               | església Ús: església                     | Estil: arquitectura romànica Anomenat per: sant Julià d'Antinòupolis Dedicat a: sant Julià d'Antinòupolis          | 42° 28′ 05″ N, 1° 59′ 47″ E / 42.468°N,1.99652°E                                    | monument històric catalogat   | Église Saint-Julien d'Estavar                                       | Modifica les dades a Wikidata |
|        | Sant Martí d'Envalls                                    | Angostrina i Vilanova de les Escaldes | església Ús: església                     | Estil: arquitectura romànica Anomenat per: Sant Martí de Tours                                                     | 42° 30′ 57″ N, 1° 57′ 20″ E / 42.5157°N,1.9556°E                                    | monument històric inventariat | Chapelle Saint-Martin d'Envalls                                     | Modifica les dades a Wikidata |
|        | Sant Martí d'Ix                                         | la Guingueta d'Ix                     | església                                  | Estil: arquitectura romànica Anomenat per: Sant Martí de Tours Dedicat a: Sant Martí de Tours                      | 42° 26′ 02″ N, 1° 57′ 18″ E / 42.433962°N,1.95507°E Ix                              | monument històric catalogat   | Église Saint-Martin d'Hix                                           | Modifica les dades a Wikidata |
|        | Sant Martí d'Odelló                                     | Font-romeu, Odelló i Vià              | església Ús: església                     | Estil: arquitectura romànica                                                                                       | 42° 29′ 51″ N, 2° 02′ 02″ E / 42.4975°N,2.0339°E                                    | monument històric catalogat   | Église Saint-Martin d'Odeillo                                       | Modifica les dades a Wikidata |
|        | Sant Martí d'Ur                                         | Ur                                    | església Ús: església                     | Estil: arquitectura romànica Dedicat a: Sant Martí de Tours                                                        | 42° 27′ 45″ N, 1° 56′ 13″ E / 42.4625°N,1.9369°E                                    | monument històric catalogat   | Église Saint-Martin d'Ur                                            | Modifica les dades a Wikidata |
|        | Sant Marçal de Cortvassill                              | Porta                                 | església Ús: església parroquial          | Estil: arquitectura romànica Anomenat per: Marcial de Llemotges Dedicat a: Marcial de Llemotges Sant Quintí        | 42° 29′ 40″ N, 1° 51′ 06″ E / 42.494425°N,1.8516277777778°E Cortvassill 1378.8 msnm |                               | Chapelle de Courbassil                                              | Modifica les dades a Wikidata |
|        | Sant Miquel d'Eina                                      | Eina                                  | església església parroquial              | Dedicat a: Sant Miquel Arcàngel                                                                                    | 42° 28′ 25″ N, 2° 04′ 51″ E / 42.4735198°N,2.0807768°E                              |                               | Église Saint-Michel d'Eyne                                          | Modifica les dades a Wikidata |
|        | Sant Pere d'Oceja                                       | Oceja                                 | església Ús: església                     | Estil: arquitectura romànica 1894 Anomenat per: Sant Pere Dedicat a: Sant Pere                                     | 42° 24′ 54″ N, 1° 58′ 53″ E / 42.4149°N,1.98134°E                                   | monument històric inventariat | Église Saint-Pierre d'Osséja                                        | Modifica les dades a Wikidata |
|        | Sant Romà de Càldegues                                  | la Guingueta d'Ix                     | església                                  | Estil: arquitectura romànica 11st century                                                                          | 42° 26′ 29″ N, 1° 57′ 52″ E / 42.4415°N,1.96457°E ca:Camí de Sant Romà, Càldegues   | monument històric catalogat   | Église Saint-Romain de Caldégas                                     | Modifica les dades a Wikidata |
|        | Sant Sadurní d'Enveig                                   | Enveig                                | església                                  | Estil: arquitectura romànica Anomenat per: Sadurní de Tolosa Dedicat a: Sadurní de Tolosa                          | 42° 27′ 35″ N, 1° 54′ 58″ E / 42.4598°N,1.91621°E                                   | monument històric catalogat   | Église Saint-Saturnin d'Enveitg                                     | Modifica les dades a Wikidata |
|        | Santa Coloma de Vià                                     | Font-romeu, Odelló i Vià              | església Ús: església                     | Estil: arquitectura romànica                                                                                       | 42° 29′ 26″ N, 2° 02′ 20″ E / 42.490555555556°N,2.0388888888889°E                   | monument històric inventariat | Église Sainte-Colombe de Vià                                        | Modifica les dades a Wikidata |
|        | Santa Eugènia de Sallagosa                              | Sallagosa                             | església Ús: església                     | Estil: arquitectura romànica                                                                                       | 42° 27′ 35″ N, 2° 02′ 19″ E / 42.4598°N,2.0385°E                                    |                               | Église Sainte-Eugénie de Saillagouse                                | Modifica les dades a Wikidata |
|        | Santa Eulàlia de Bolquera                               | Bolquera                              | església Ús: església                     | | 42° 30′ 05″ N, 2° 04′ 43″ E / 42.5013°N,2.0787°E                                    |                               | Église Sainte-Eulalie de Bolquère                                   | Modifica les dades a Wikidata |
|        | Santa Maria de les Escaldes                             | Angostrina i Vilanova de les Escaldes | església                                  | | 42° 29′ 16″ N, 1° 57′ 13″ E / 42.487684°N,1.953631°E                                |                               | Église Notre-Dame-des-Grâces des Escaldes                           | Modifica les dades a Wikidata |
|        | església de Sant Esteve de la Tor de Querol             | la Tor de Querol                      | església                                  | | 42° 27′ 55″ N, 1° 53′ 29″ E / 42.4652708°N,1.8913952°E                              |                               | Église Saint-Étienne de Latour-de-Carol                             | Modifica les dades a Wikidata |
|        | església de Sant Sadurní de Targasona                   | Targasona                             | església Ús: església                     | Estil: arquitectura romànica Anomenat per: Sadurní de Tolosa Dedicat a: Sadurní de Tolosa                          | 42° 29′ 55″ N, 1° 59′ 44″ E / 42.4987°N,1.9956°E                                    |                               | Église Saint-Saturnin de Targasonne                                 | Modifica les dades a Wikidata |
|        | església de Sant Vicenç de Vilalta                      | Targasona                             | església                                  | Estil: arquitectura romànica Dedicat a: Vicenç d'Osca                                                              | 42° 29′ 57″ N, 1° 58′ 48″ E / 42.4991°N,1.9801°E                                    |                               | Église Saint-Vincent de Vilalta                                     | Modifica les dades a Wikidata |
|        | església de Santa Llocaia                               | Santa Llocaia                         | església Ús: església                     | Estil: arquitectura romànica                                                                                       | 42° 26′ 13″ N, 2° 00′ 16″ E / 42.436805555556°N,2.0045833333333°E                   | monument històric catalogat   | Église Sainte-Léocadie de Sainte-Léocadie                           | Modifica les dades a Wikidata |
|        | església del Crist Rei de Font Romeu                    | Font-romeu, Odelló i Vià              | església                                  | | 42° 30′ 17″ N, 2° 02′ 19″ E / 42.504711°N,2.038696°E                                |                               |                                                                     | Modifica les dades a Wikidata |

## església parroquial
| imatge | Nom                              | Ubicat a          | instància de        | Detalls                                             | coordenades                                                       | Protecció                     | Commons (més fotos)                      | Dades a WD                    |
| ------ | -------------------------------- | ----------------- | ------------------- | --------------------------------------------------- | ----------------------------------------------------------------- | ----------------------------- | ---------------------------------------- | ----------------------------- |
|        | Sant Genís d'Er                  | Er                | església parroquial | 12nd century                                        | 42° 26′ 29″ N, 2° 01′ 58″ E / 42.441388888889°N,2.0327777777778°E | monument històric inventariat | Église Saint-Génis d'Err                 | Modifica les dades a Wikidata |
|        | Santa Maria de Palau de Cerdanya | Palau de Cerdanya | església parroquial | Estil: arquitectura romànica Dedicat a: Verge Maria | 42° 24′ 55″ N, 1° 58′ 02″ E / 42.4154°N,1.9673°E                  |                               | Église Sainte-Marie de Palau-de-Cerdagne | Modifica les dades a Wikidata |

## església parroquial catòlica
| imatge | Nom                        | Ubicat a          | instància de                 | Detalls | coordenades                                                                   | Protecció | Commons (més fotos)                                    | Dades a WD                    |
| ------ | -------------------------- | ----------------- | ---------------------------- | ------- | ----------------------------------------------------------------------------- | --------- | ------------------------------------------------------ | ----------------------------- |
|        | Sant Martí de la Guingueta | la Guingueta d'Ix | església parroquial catòlica |         | 42° 26′ 03″ N, 1° 56′ 35″ E / 42.434261111111°N,1.9430777777778°E 1137.3 msnm |           |                                                        | Modifica les dades a Wikidata |
|        | Santa Maria de Portè       | Portè             | església parroquial catòlica |         | 42° 32′ 54″ N, 1° 49′ 52″ E / 42.548431°N,1.831093°E 1628.6 msnm              |           | Église de la Nativité-de-Notre-Dame de Porté-Puymorens | Modifica les dades a Wikidata |

## estació d'esquí
| imatge | Nom                                 | Ubicat a                    | instància de                           | Detalls | coordenades | Protecció | Commons (més fotos)      | Dades a WD                    |
| ------ | ----------------------------------- | --------------------------- | -------------------------------------- | ------- | --- | --------- | ------------------------ | ----------------------------- |
|        | Bolquera - Pirineus 2000            | Bolquera                    | estació d'esquí instal·lació esportiva |         | 42° 31′ 16″ N, 2° 03′ 52″ E / 42.5211°N,2.0644°E 42° 30′ 55″ N, 2° 04′ 38″ E / 42.51514°N,2.07734°E fr:AVENUE DU SERRAT DE L'OURS 66210 Bolquère |           | Bolquère - Pyrénées 2000 | Modifica les dades a Wikidata |
|        | Estació d'esquí de Cambra d'Ase     | Eina Sant Pere dels Forcats | estació d'esquí                        |         | 42° 28′ 27″ N, 2° 07′ 16″ E / 42.4742°N,2.12111°E 1640 2400 msnm                                                                                 |           |                          | Modifica les dades a Wikidata |
|        | Estació d'esquí de Font-romeu       | Font-romeu, Odelló i Vià    | estació d'esquí                        |         | 42° 30′ 15″ N, 2° 02′ 23″ E / 42.5041°N,2.0396°E 1775 2213 msnm                                                                                  |           | Font-Romeu (station)     | Modifica les dades a Wikidata |
|        | Estació d'esquí de Portè - Pimorent | Portè                       | estació d'esquí instal·lació esportiva |         | 42° 33′ 21″ N, 1° 48′ 22″ E / 42.55575°N,1.80613°E fr:STATION DE SKI PORTE-PUYMORENS 66760 Porté-Puymorens                                       |           |                          | Modifica les dades a Wikidata |
|        | Estació d'esquí de Puigmal          | Er                          | estació d'esquí instal·lació esportiva | 1970    | 42° 23′ 44″ N, 2° 04′ 35″ E / 42.39544°N,2.07636°E fr:CERDAGNE-PUIGMAL 66800 Err                                                                 |           |                          | Modifica les dades a Wikidata |

## estació de ferrocarril
| imatge | Nom                                 | Ubicat a                 | instància de | Detalls | coordenades                                                                                           | Protecció | Commons (més fotos)            | Dades a WD                    |
| ------ | ----------------------------------- | ------------------------ | --- | ------- | --- | --------- | ------------------------------ | ----------------------------- |
|        | Estació d'Er                        | Er                       | estació de ferrocarril                                                                                               |         | 42° 26′ 34″ N, 2° 01′ 44″ E / 42.44278°N,2.029014°E 1335 msnm                                         |           | Gare d'Err                     | Modifica les dades a Wikidata |
|        | Estació d'Estavar                   | Sallagosa Estavar        | estació de ferrocarril                                                                                               |         | 42° 27′ 48″ N, 2° 01′ 05″ E / 42.463333333333°N,2.0180555555556°E 1327 msnm                           |           | Gare d'Estavar                 | Modifica les dades a Wikidata |
|        | Estació d'Oceja                     | Oceja                    | estació de ferrocarril                                                                                               |         | 42° 25′ 11″ N, 1° 58′ 38″ E / 42.419722°N,1.977222°E 1240 msnm                                        |           | Gare d'Osséja                  | Modifica les dades a Wikidata |
|        | Estació d'Ur - les Escaldes         | Ur                       | estació de ferrocarril                                                                                               |         | 42° 27′ 26″ N, 1° 56′ 25″ E / 42.457222°N,1.940278°E 1187 msnm                                        |           | Gare d'Ur-Les Escaldes         | Modifica les dades a Wikidata |
|        | Estació de Bena-Feners              | Enveig                   | estació de ferrocarril                                                                                               |         | 42° 27′ 29″ N, 1° 55′ 00″ E / 42.458127777778°N,1.9167138888889°E ca:Carrer de la Halte s/n 1227 msnm |           | Gare de Béna-Fanès             | Modifica les dades a Wikidata |
|        | Estació de Bolquera-Eina            | Bolquera                 | estació de ferrocarril                                                                                               |         | 42° 29′ 53″ N, 2° 05′ 15″ E / 42.497948°N,2.087476°E 1592 msnm                                        |           | Gare de Bolquère - Eyne        | Modifica les dades a Wikidata |
|        | Estació de Font-romeu, Odelló i Vià | Font-romeu, Odelló i Vià | estació de ferrocarril                                                                                               |         | 42° 29′ 28″ N, 2° 02′ 18″ E / 42.491241°N,2.038351°E 1533 msnm                                        |           | Gare de Font-Romeu-Odeillo-Via | Modifica les dades a Wikidata |
|        | Estació de Portè                    | Porta                    | estació de ferrocarril                                                                                               |         | 42° 32′ 20″ N, 1° 49′ 30″ E / 42.538847°N,1.824962°E 1562.4 msnm                                      |           |                                | Modifica les dades a Wikidata |
|        | Estació de Sallagosa                | Sallagosa                | estació de ferrocarril                                                                                               |         | 42° 27′ 25″ N, 2° 01′ 56″ E / 42.456876°N,2.032193°E 1302 msnm                                        |           | Gare de Saillagouse            | Modifica les dades a Wikidata |
|        | Estació de Santa Llocaia            | Santa Llocaia            | estació de ferrocarril                                                                                               |         | 42° 26′ 28″ N, 2° 00′ 38″ E / 42.441201°N,2.010499°E 1286 msnm                                        |           | Gare de Sainte-Léocadie        | Modifica les dades a Wikidata |
|        | Estació de la Guingueta d'Ix        | la Guingueta d'Ix        | estació de ferrocarril                                                                                               |         | 42° 25′ 56″ N, 1° 56′ 57″ E / 42.432222°N,1.949167°E 1143 msnm                                        |           | Gare de Bourg-Madame           | Modifica les dades a Wikidata |
|        | Estació de la Tor de Querol         | Enveig                   | estació de ferrocarril estació terminal estació de trànsit estació de canvi de via estació de ferrocarril fronterera |         | 42° 27′ 31″ N, 1° 54′ 22″ E / 42.458611°N,1.906111°E 1231 msnm                                        |           | Gare de Latour-de-Carol        | Modifica les dades a Wikidata |
|        | estació de Porta                    | Porta                    | estació de ferrocarril                                                                                               |         | 42° 31′ 20″ N, 1° 49′ 20″ E / 42.52233°N,1.822322°E 1503 msnm                                         |           | Gare de Porta                  | Modifica les dades a Wikidata |

## estació meteorològica
| imatge | Nom                                | Ubicat a  | instància de          | Detalls | coordenades                                                    | Protecció | Commons (més fotos) | Dades a WD                    |
| ------ | ---------------------------------- | --------- | --------------------- | ------- | -------------------------------------------------------------- | --------- | ------------------- | ----------------------------- |
|        | estació meteorològica de Targasona | Targasona | estació meteorològica |         | 42° 30′ 14″ N, 1° 58′ 24″ E / 42.504°N,1.973333°E 1600 msnm    |           |                     | Modifica les dades a Wikidata |
|        | estació meteorològica del Puigmal  | Er        | estació meteorològica |         | 42° 23′ 05″ N, 2° 05′ 43″ E / 42.384667°N,2.095333°E 2471 msnm |           |                     | Modifica les dades a Wikidata |

## instal·lació
| imatge | Nom                                                     | Ubicat a                              | instància de                          | Detalls | coordenades | Protecció | Commons (més fotos)                              | Dades a WD                    |
| ------ | ------------------------------------------------------- | ------------------------------------- | ------------------------------------- | ------- | --- | --------- | ------------------------------------------------ | ----------------------------- |
|        | casa de la vila d'Angostrina i Vilanova de les Escaldes | Angostrina i Vilanova de les Escaldes | instal·lació Ús: seu del govern local |         | 42° 28′ 46″ N, 1° 57′ 26″ E / 42.4794203637352°N,1.95729483969199°E fr:66760 ANGOUSTRINE-VILLENEUVE-ESCALDES                 |           | Town hall of Angoustrine-Villeneuve-des-Escaldes | Modifica les dades a Wikidata |
|        | casa de la vila d'Eina                                  | Eina                                  | instal·lació Ús: seu del govern local |         | 42° 28′ 27″ N, 2° 04′ 47″ E / 42.4741864771889°N,2.07970074791309°E fr:CTRE MARTINET AVINGUDA CATALUNYA, 66800 EYNE          |           | Town hall of Eyne                                | Modifica les dades a Wikidata |
|        | casa de la vila d'Enveig                                | Enveig                                | instal·lació Ús: seu del govern local |         | 42° 27′ 39″ N, 1° 54′ 41″ E / 42.4609047735105°N,1.91147960547688°E fr:14 AV GARE INTERNATIONALE, 66760 ENVEITG              |           | Town hall of Enveitg                             | Modifica les dades a Wikidata |
|        | casa de la vila d'Er                                    | Er                                    | instal·lació Ús: seu del govern local |         | 42° 26′ 33″ N, 2° 01′ 53″ E / 42.4424090489366°N,2.03125022283583°E fr:66800 ERR                                             |           | Town hall of Err                                 | Modifica les dades a Wikidata |
|        | casa de la vila d'Estavar                               | Estavar                               | instal·lació Ús: seu del govern local |         | 42° 28′ 04″ N, 1° 59′ 47″ E / 42.4677648015071°N,1.99633874713105°E fr:66800 ESTAVAR                                         |           | Town hall of Estavar                             | Modifica les dades a Wikidata |
|        | casa de la vila d'Oceja                                 | Oceja                                 | instal·lació Ús: seu del govern local |         | 42° 24′ 55″ N, 1° 58′ 51″ E / 42.4151970540738°N,1.98088738204488°E fr:PL ST PIERRE, 66340 OSSEJA                            |           | Town hall of Osséja                              | Modifica les dades a Wikidata |
|        | casa de la vila d'Ur                                    | Ur                                    | instal·lació Ús: seu del govern local |         | 42° 27′ 44″ N, 1° 56′ 14″ E / 42.4621544844898°N,1.93715939725094°E fr:66760 UR                                              |           | Town hall of Ur (Pyrénées-Orientales)            | Modifica les dades a Wikidata |
|        | casa de la vila d'Èguet                                 | Èguet                                 | instal·lació Ús: seu del govern local |         | 42° 30′ 02″ N, 2° 01′ 00″ E / 42.5006157846475°N,2.01664777701125°E fr:1 PL COLOUMINE, 66120 EGAT                            |           | Town hall of Égat                                | Modifica les dades a Wikidata |
|        | casa de la vila de Bolquera                             | Bolquera                              | instal·lació Ús: seu del govern local |         | 42° 30′ 09″ N, 2° 04′ 45″ E / 42.5024449594295°N,2.07929085683418°E fr:2 GRAND RUE, 66210 BOLQUERE                           |           | Town hall of Bolquère                            | Modifica les dades a Wikidata |
|        | casa de la vila de Dorres                               | Dorres                                | instal·lació Ús: seu del govern local |         | 42° 29′ 05″ N, 1° 56′ 28″ E / 42.4847873445738°N,1.941052301074°E fr:4 CARRER MAJOR, 66760 DORRES                            |           | Town hall of Dorres                              | Modifica les dades a Wikidata |
|        | casa de la vila de Font-romeu, Odelló i Vià             | Font-romeu, Odelló i Vià              | instal·lació Ús: seu del govern local |         | 42° 29′ 47″ N, 2° 01′ 58″ E / 42.4965060853496°N,2.03283274649786°E fr:AV DU PR TROMBE, BP N°7, 66120 FONT-ROMEU-ODEILLO-VIA |           | Town hall of Font-Romeu-Odeillo-Via              | Modifica les dades a Wikidata |
|        | casa de la vila de Llo                                  | Llo                                   | instal·lació Ús: seu del govern local |         | 42° 27′ 20″ N, 2° 03′ 46″ E / 42.4554170159292°N,2.0626523531316°E fr:HOTEL DE VILLE, 66800 LLO                              |           | Town hall of Llo                                 | Modifica les dades a Wikidata |
|        | casa de la vila de Naüja                                | Naüja                                 | instal·lació Ús: seu del govern local |         | 42° 25′ 29″ N, 1° 59′ 48″ E / 42.4246700757946°N,1.99662675212878°E fr:66340 NAHUJA                                          |           | Town hall of Nahuja                              | Modifica les dades a Wikidata |
|        | casa de la vila de Palau de Cerdanya                    | Palau de Cerdanya                     | instal·lació Ús: seu del govern local |         | 42° 24′ 56″ N, 1° 58′ 07″ E / 42.4156923287528°N,1.96873752795558°E fr:15 RUE DU MARQUIS DE TILIERE, 66340 PALAU-DE-CERDAGNE |           | Town hall of Palau-de-Cerdagne                   | Modifica les dades a Wikidata |
|        | casa de la vila de Porta                                | Porta                                 | instal·lació Ús: seu del govern local |         | 42° 31′ 34″ N, 1° 49′ 24″ E / 42.5260463474066°N,1.82340450037055°E fr:66760 PORTA                                           |           | Town hall of Porta (Pyrénées-Orientales)         | Modifica les dades a Wikidata |
|        | casa de la vila de Portè                                | Portè                                 | instal·lació Ús: seu del govern local |         | 42° 32′ 53″ N, 1° 49′ 54″ E / 42.5481726047038°N,1.83163062790855°E fr:66760 PORTE-PUYMORENS                                 |           | Town hall of Porté-Puymorens                     | Modifica les dades a Wikidata |
|        | casa de la vila de Sallagosa                            | Sallagosa                             | instal·lació Ús: seu del govern local |         | 42° 27′ 28″ N, 2° 02′ 20″ E / 42.4578712124353°N,2.03882806976705°E fr:PL OLIVA, 66800 SAILLAGOUSE                           |           | Town hall of Saillagouse                         | Modifica les dades a Wikidata |
|        | casa de la vila de Santa Llocaia                        | Santa Llocaia                         | instal·lació Ús: seu del govern local |         | 42° 26′ 12″ N, 2° 00′ 12″ E / 42.4366492600057°N,2.00333137734504°E fr:66800 SAINTE-LEOCADIE                                 |           | Town hall of Sainte-Léocadie                     | Modifica les dades a Wikidata |
|        | casa de la vila de Targasona                            | Targasona                             | instal·lació Ús: seu del govern local |         | 42° 29′ 56″ N, 1° 59′ 47″ E / 42.4989689968006°N,1.99648548496197°E fr:RTE D'ANDORRE, 66120 TARGASONNE                       |           | Town hall of Targasonne                          | Modifica les dades a Wikidata |
|        | casa de la vila de Vallcebollera                        | Vallcebollera                         | instal·lació Ús: seu del govern local |         | 42° 23′ 15″ N, 2° 02′ 05″ E / 42.3875933655928°N,2.03473774370934°E fr:66340 VALCEBOLLERE                                    |           | Town hall of Valcebollère                        | Modifica les dades a Wikidata |
|        | casa de la vila de la Guingueta d'Ix                    | la Guingueta d'Ix                     | instal·lació Ús: seu del govern local |         | 42° 26′ 04″ N, 1° 56′ 41″ E / 42.4343365633313°N,1.94461850608818°E fr:66760 BOURG-MADAME                                    |           | Town hall of Bourg-Madame                        | Modifica les dades a Wikidata |
|        | casa de la vila de la Tor de Querol                     | la Tor de Querol                      | instal·lació Ús: seu del govern local |         | 42° 27′ 53″ N, 1° 53′ 21″ E / 42.4648158705552°N,1.8890414567444°E fr:6 PL CAROLANE, 66760 LATOUR-DE-CAROL                   |           | Town hall of Latour-de-Carol                     | Modifica les dades a Wikidata |

## instal·lació esportiva
| imatge | Nom                              | Ubicat a                              | instància de                              | Detalls | coordenades | Protecció | Commons (més fotos)     | Dades a WD                    |
| ------ | -------------------------------- | ------------------------------------- | ----------------------------------------- | ------- | --- | --------- | ----------------------- | ----------------------------- |
|        | refugi Germans Aymar             | Angostrina i Vilanova de les Escaldes | instal·lació esportiva refugi de muntanya | 1883    | 42° 33′ 52″ N, 1° 58′ 12″ E / 42.56449°N,1.96998°E fr:BORDS DE L'ETANG de LLAT 66760 Angoustrine-Villeneuve-des-Escaldes |           | Cabane des frères Aymar | Modifica les dades a Wikidata |
|        | refugi de Santa Llocaia          | Santa Llocaia                         | instal·lació esportiva refugi de muntanya |         | 42° 25′ 13″ N, 2° 01′ 23″ E / 42.42022°N,2.02301°E fr:ROUTE FORESTIERE DE SAINTE LEOCADIE 66800 Sainte-Léocadie          |           |                         | Modifica les dades a Wikidata |
|        | refugi de l'Enginyer             | Portè                                 | instal·lació esportiva refugi de muntanya |         | 42° 34′ 22″ N, 1° 54′ 06″ E / 42.57277652588528°N,1.9016342623945093°E fr:LAC LANOUX 66760 Porté-Puymorens               |           |                         | Modifica les dades a Wikidata |
|        | refugi de l'Orri d'Andreu        | Oceja                                 | instal·lació esportiva refugi de muntanya |         | 42° 22′ 14″ N, 2° 00′ 04″ E / 42.37062°N,2.00112°E fr:FORET COMMUNALE D'OSSEJA OSSEJA 66340 Osséja                       |           |                         | Modifica les dades a Wikidata |
|        | refugi de l'Orri de Baix         | Eina                                  | instal·lació esportiva refugi de muntanya |         | 42° 26′ 41″ N, 2° 06′ 59″ E / 42.44471°N,2.11645°E fr:VALLEE D'EYNE 66800 Eyne                                           |           |                         | Modifica les dades a Wikidata |
|        | refugi de la Culassa             | Eina                                  | instal·lació esportiva refugi de muntanya |         | 42° 25′ 06″ N, 2° 06′ 14″ E / 42.41835°N,2.103954°E fr:LES CHEMINS DE NURIA 66800 Eyne                                   |           |                         | Modifica les dades a Wikidata |
|        | refugi de la Jaça de Palau       | Palau de Cerdanya                     | instal·lació esportiva refugi de muntanya |         | 42° 22′ 38″ N, 1° 58′ 39″ E / 42.37728°N,1.97756°E fr:FORET DE PALAU DE CERDAGNE 66340 Palau-de-Cerdagne                 |           |                         | Modifica les dades a Wikidata |
|        | refugi de pastors del Campcardós | Porta                                 | instal·lació esportiva refugi de muntanya |         | 42° 30′ 32″ N, 1° 47′ 01″ E / 42.50885°N,1.78371°E fr:VALLEE DE CAMPCARDOS 66760 Porta                                   |           |                         | Modifica les dades a Wikidata |
|        | refugi del Bosc de Corones       | Vallcebollera                         | instal·lació esportiva refugi de muntanya |         | 42° 22′ 37″ N, 2° 01′ 31″ E / 42.37688°N,2.02535°E fr:BOSC DE LES CORONES 66340 Valcebollère                             |           |                         | Modifica les dades a Wikidata |
|        | refugi del Solà                  | Er                                    | instal·lació esportiva refugi de muntanya |         | 42° 25′ 42″ N, 2° 03′ 35″ E / 42.42841°N,2.05964°E fr:ERR 66800 Err                                                      |           |                         | Modifica les dades a Wikidata |
|        | refugi pastoral de les Planes    | Er                                    | instal·lació esportiva refugi de muntanya |         | 42° 23′ 43″ N, 2° 04′ 52″ E / 42.39535°N,2.08117°E fr:LES PLANES REFUGE PASTORAL DES PLANES 66800 Err                    |           |                         | Modifica les dades a Wikidata |
|        | refugi-cabana de Cortal Rossó    | Portè                                 | instal·lació esportiva refugi de muntanya |         | 42° 33′ 41″ N, 1° 50′ 39″ E / 42.56143°N,1.84407°E fr:CABANE DE CORTAL ROSSO 66760 Porté-Puymorens                       |           |                         | Modifica les dades a Wikidata |

## jardí botànic
| imatge | Nom                      | Ubicat a                 | instància de  | Detalls         | coordenades                                                       | Protecció | Commons (més fotos) | Dades a WD                    |
| ------ | ------------------------ | ------------------------ | ------------- | --------------- | ----------------------------------------------------------------- | --------- | ------------------- | ----------------------------- |
|        | Arborètum de Font-Romeu  | Font-romeu, Odelló i Vià | jardí botànic | Superfície: 9ha | 42° 31′ 00″ N, 2° 03′ 00″ E / 42.516619°N,2.049873°E              |           |                     | Modifica les dades a Wikidata |
|        | Jardí Etnobotànic d'Eina | Eina                     | jardí botànic |                 | 42° 28′ 32″ N, 2° 04′ 46″ E / 42.475555555556°N,2.0794444444444°E |           |                     | Modifica les dades a Wikidata |

## llac
| imatge | Nom               | Ubicat a                              | instància de      | Detalls | coordenades                                                                   | Protecció | Commons (més fotos) | Dades a WD                    |
| ------ | ----------------- | ------------------------------------- | ----------------- | ------- | ----------------------------------------------------------------------------- | --------- | ------------------- | ----------------------------- |
|        | Els Estanyols     | Bolquera                              | llac              |         | 42° 30′ 53″ N, 2° 04′ 34″ E / 42.5148°N,2.0760722222222°E 1723 msnm           |           |                     | Modifica les dades a Wikidata |
|        | Estany del Ticó   | Bolquera                              | llac              |         | 42° 30′ 43″ N, 2° 04′ 11″ E / 42.512055555556°N,2.0698277777778°E 1720.6 msnm |           |                     | Modifica les dades a Wikidata |
|        | Petit Estany Blau | Angostrina i Vilanova de les Escaldes | llac llac glacial |         | 42° 36′ 56″ N, 1° 58′ 27″ E / 42.615455555556°N,1.9740305555556°E 2523.5 msnm |           |                     | Modifica les dades a Wikidata |

## llac glacial
| imatge | Nom                            | Ubicat a                                                                | instància de | Detalls                                                       | coordenades                                                                        | Protecció | Commons (més fotos)     | Dades a WD                    |
| ------ | ------------------------------ | ----------------------------------------------------------------------- | ------------ | ------------------------------------------------------------- | ---------------------------------------------------------------------------------- | --------- | ----------------------- | ----------------------------- |
|        | Bassa de Mercader              | Portè                                                                   | llac glacial | Superfície: 0.37ha                                            | 42° 34′ 50″ N, 1° 50′ 05″ E / 42.58049444444445°N,1.8346111111111112°E 2292.7 msnm |           |                         | Modifica les dades a Wikidata |
|        | Bassa de l'Orri de la Vinyola  | Portè                                                                   | llac glacial | Superfície: 0.37ha                                            | 42° 33′ 00″ N, 1° 47′ 14″ E / 42.549908333333°N,1.7873555555556°E 2104.2 msnm      |           |                         | Modifica les dades a Wikidata |
|        | Basses d'en Gombau             | Angostrina i Vilanova de les Escaldes                                   | llac glacial |                                                               | 42° 33′ 22″ N, 1° 58′ 12″ E / 42.556158333333°N,1.9700972222222°E 2127.2 msnm      |           |                         | Modifica les dades a Wikidata |
|        | Els Estanyets                  | Dorres                                                                  | llac glacial |                                                               | 42° 32′ 11″ N, 1° 54′ 47″ E / 42.536391666667°N,1.9129333333333°E 2405.7 msnm      |           |                         | Modifica les dades a Wikidata |
|        | Estany Baix                    | Angostrina i Vilanova de les Escaldes                                   | llac glacial |                                                               | 42° 36′ 26″ N, 1° 58′ 39″ E / 42.60715°N,1.977525°E 2399.7 msnm                    |           |                         | Modifica les dades a Wikidata |
|        | Estany Blau                    | Angostrina i Vilanova de les Escaldes                                   | llac glacial |                                                               | 42° 36′ 52″ N, 1° 57′ 56″ E / 42.614444444444°N,1.9655555555556°E 2395 msnm        |           |                         | Modifica les dades a Wikidata |
|        | Estany Gros                    | Porta                                                                   | llac glacial | Superfície: 1.4ha                                             | 42° 30′ 46″ N, 1° 44′ 02″ E / 42.512702777778°N,1.7338527777778°E 2496.2 msnm      |           |                         | Modifica les dades a Wikidata |
|        | Estany Llarg                   | Bolquera                                                                | llac glacial |                                                               | 42° 33′ 06″ N, 2° 01′ 02″ E / 42.551708333333°N,2.0171361111111°E 2000.6 msnm      |           |                         | Modifica les dades a Wikidata |
|        | Estany Llat                    | Angostrina i Vilanova de les Escaldes                                   | llac glacial |                                                               | 42° 33′ 45″ N, 1° 58′ 06″ E / 42.562525°N,1.9682138888889°E 2175.2 msnm            |           |                         | Modifica les dades a Wikidata |
|        | Estany Llong                   | Angostrina i Vilanova de les Escaldes                                   | llac glacial |                                                               | 42° 34′ 09″ N, 1° 58′ 02″ E / 42.569216666667°N,1.9672805555556°E 2185.1 msnm      |           | Estany Llong            | Modifica les dades a Wikidata |
|        | Estany Negre                   | Angostrina i Vilanova de les Escaldes                                   | llac glacial |                                                               | 42° 33′ 42″ N, 1° 58′ 59″ E / 42.561758333333°N,1.9830444444444°E 2146.1 msnm      |           |                         | Modifica les dades a Wikidata |
|        | Estany Negre                   | Bolquera                                                                | llac glacial |                                                               | 42° 32′ 52″ N, 2° 01′ 16″ E / 42.547875°N,2.0212138888889°E 1934.6 msnm            |           |                         | Modifica les dades a Wikidata |
|        | Estany Negre                   | Porta                                                                   | llac glacial | Superfície: 0.9ha                                             | 42° 31′ 45″ N, 1° 44′ 00″ E / 42.529072222222°N,1.7333555555556°E 2503 msnm        |           |                         | Modifica les dades a Wikidata |
|        | Estany Petit                   | Porta                                                                   | llac glacial | Superfície: 1.4ha                                             | 42° 30′ 33″ N, 1° 46′ 18″ E / 42.50915°N,1.7715666666667°E 2059.7 msnm             |           |                         | Modifica les dades a Wikidata |
|        | Estany Sec                     | Angostrina i Vilanova de les Escaldes                                   | llac glacial |                                                               | 42° 33′ 49″ N, 1° 58′ 38″ E / 42.5635°N,1.9770972222222°E 2160.3 msnm              |           |                         | Modifica les dades a Wikidata |
|        | Estany d'en Gombau             | Angostrina i Vilanova de les Escaldes                                   | llac glacial |                                                               | 42° 34′ 35″ N, 1° 57′ 52″ E / 42.576355555556°N,1.9644055555556°E 2309.3 msnm      |           |                         | Modifica les dades a Wikidata |
|        | Estany de Coll Roig            | Dorres                                                                  | llac glacial |                                                               | 42° 32′ 42″ N, 1° 55′ 42″ E / 42.545025°N,1.9284333333333°E 2434.1 msnm            |           | Estany de Coll Roig     | Modifica les dades a Wikidata |
|        | Estany de Coma d'Or            | Portè                                                                   | llac glacial | Superfície: 1.19ha                                            | 42° 34′ 46″ N, 1° 51′ 25″ E / 42.57944722222222°N,1.8570805555555556°E 2467.1 msnm |           | Estany de Coma d'Or     | Modifica les dades a Wikidata |
|        | Estany de Font Negra           | Porta Encamp                                                            | llac glacial | Superfície: 2.322ha                                           | 42° 31′ 45″ N, 1° 44′ 01″ E / 42.52915°N,1.73362°E 2258.6 msnm                     |           | Estany de les Abelletes | Modifica les dades a Wikidata |
|        | Estany de Lanoset              | Angostrina i Vilanova de les Escaldes                                   | llac glacial |                                                               | 42° 36′ 08″ N, 1° 54′ 38″ E / 42.602113888889°N,1.9104416666667°E 2232.3 msnm      |           |                         | Modifica les dades a Wikidata |
|        | Estany de Lanós                | Angostrina i Vilanova de les Escaldes                                   | llac glacial | Ample: 500m Superfície: 1.71km² Profunditat: 75m Volum: 73hm³ | 42° 35′ 21″ N, 1° 54′ 14″ E / 42.589122222222°N,1.9038972222222°E 2213 msnm        |           | Estany de Lanós         | Modifica les dades a Wikidata |
|        | Estany de Pradet               | Angostrina i Vilanova de les Escaldes                                   | llac glacial |                                                               | 42° 35′ 33″ N, 1° 56′ 31″ E / 42.592572222222°N,1.9419°E 2258 msnm                 |           |                         | Modifica les dades a Wikidata |
|        | Estany de Roset                | Angostrina i Vilanova de les Escaldes                                   | llac glacial |                                                               | 42° 36′ 08″ N, 1° 55′ 07″ E / 42.602097222222°N,1.9185333333333°E 2228.8 msnm      |           |                         | Modifica les dades a Wikidata |
|        | Estany de Trebens              | Angostrina i Vilanova de les Escaldes                                   | llac glacial |                                                               | 42° 34′ 36″ N, 1° 57′ 39″ E / 42.576683333333°N,1.9608388888889°E 2326.5 msnm      |           | Estany de Trebens       | Modifica les dades a Wikidata |
|        | Estany de Vallell              | Angostrina i Vilanova de les Escaldes                                   | llac glacial |                                                               | 42° 34′ 24″ N, 1° 58′ 13″ E / 42.573316666667°N,1.9701777777778°E 2239.5 msnm      |           |                         | Modifica les dades a Wikidata |
|        | Estany de l'Orri de la Vinyola | Portè                                                                   | llac glacial | Superfície: 0.51ha                                            | 42° 31′ 53″ N, 1° 46′ 18″ E / 42.531297222222°N,1.7717138888889°E 2059.1 msnm      |           |                         | Modifica les dades a Wikidata |
|        | Estany de la Comassa           | Angostrina i Vilanova de les Escaldes                                   | llac glacial | Superfície: 0.04km²                                           | 42° 34′ 01″ N, 1° 58′ 36″ E / 42.566930555556°N,1.9765527777778°E 2160 msnm        |           | Coumasse                | Modifica les dades a Wikidata |
|        | Estany de la Grava             | Angostrina i Vilanova de les Escaldes                                   | llac glacial |                                                               | 42° 36′ 50″ N, 1° 57′ 29″ E / 42.613986111111°N,1.9580777777778°E 2673.2 msnm      |           |                         | Modifica les dades a Wikidata |
|        | Estany de la Llosa             | els Angles Angostrina i Vilanova de les Escaldes                        | llac glacial |                                                               | 42° 35′ 55″ N, 1° 59′ 48″ E / 42.598605555556°N,1.9966833333333°E 2237.5 msnm      |           |                         | Modifica les dades a Wikidata |
|        | Estany de la Llosa             | Angostrina i Vilanova de les Escaldes                                   | llac glacial |                                                               | 42° 36′ 30″ N, 1° 58′ 26″ E / 42.608297222222°N,1.9739277777778°E 2414.9 msnm      |           |                         | Modifica les dades a Wikidata |
|        | Estany de la Pradella          | Angostrina i Vilanova de les Escaldes Bolquera Font-romeu, Odelló i Vià | llac glacial | Superfície: 0.15km²                                           | 42° 32′ 46″ N, 2° 00′ 47″ E / 42.546005555556°N,2.0129444444444°E 1957 1955.9 msnm |           |                         | Modifica les dades a Wikidata |
|        | Estany de les Dugues           | Angostrina i Vilanova de les Escaldes                                   | llac glacial | Superfície: 5ha                                               | 42° 34′ 29″ N, 1° 58′ 28″ E / 42.574705555556°N,1.9743638888889°E                  |           |                         | Modifica les dades a Wikidata |
|        | Estany del Racó                | Angostrina i Vilanova de les Escaldes                                   | llac glacial |                                                               | 42° 35′ 32″ N, 1° 57′ 50″ E / 42.592305555556°N,1.9638666666667°E 2170.1 msnm      |           |                         | Modifica les dades a Wikidata |
|        | Estany del Viver               | Angostrina i Vilanova de les Escaldes                                   | llac glacial |                                                               | 42° 33′ 56″ N, 1° 59′ 04″ E / 42.565694444444°N,1.984375°E 2142.5 msnm             |           | Estany del Viver        | Modifica les dades a Wikidata |
|        | Estany dels Pedrons            | Porta                                                                   | llac glacial | Superfície: 0.5ha                                             | 42° 32′ 09″ N, 1° 45′ 37″ E / 42.535904°N,1.760216°E 2342.2 msnm                   |           |                         | Modifica les dades a Wikidata |
|        | L'Estanyol                     | Angostrina i Vilanova de les Escaldes                                   | llac glacial |                                                               | 42° 36′ 00″ N, 1° 56′ 38″ E / 42.600127777778°N,1.9438555555556°E 2297.1 msnm      |           |                         | Modifica les dades a Wikidata |
|        | el Passet                      | Portè                                                                   | llac glacial | Superfície: 3.72ha                                            | 42° 33′ 10″ N, 1° 52′ 04″ E / 42.552769444444°N,1.8677444444444°E 1695.1 msnm      |           |                         | Modifica les dades a Wikidata |
|        | estany de Fontviva             | Portè                                                                   | llac glacial | Superfície: 3.74ha                                            | 42° 33′ 28″ N, 1° 53′ 11″ E / 42.557788888888886°N,1.88645°E 1899.7 msnm           |           | Estany de Fontviva      | Modifica les dades a Wikidata |
|        | estany de Sobirans             | Angostrina i Vilanova de les Escaldes                                   | llac glacial | Superfície: 5ha                                               | 42° 34′ 28″ N, 1° 57′ 12″ E / 42.57435°N,1.9533277777778°E 2326.5 msnm             |           |                         | Modifica les dades a Wikidata |
|        | estany de l'Esparver           | Angostrina i Vilanova de les Escaldes                                   | llac glacial |                                                               | 42° 35′ 26″ N, 1° 59′ 51″ E / 42.5906°N,1.9975°E 2170 2169.1 msnm                  |           |                         | Modifica les dades a Wikidata |
|        | estany del Castellar           | Angostrina i Vilanova de les Escaldes                                   | llac glacial | Superfície: 0.05km²                                           | 42° 34′ 41″ N, 1° 58′ 03″ E / 42.578055555556°N,1.9674972222222°E 2280 msnm        |           |                         | Modifica les dades a Wikidata |
|        | estany dels Forats             | Angostrina i Vilanova de les Escaldes                                   | llac glacial |                                                               | 42° 34′ 21″ N, 1° 55′ 18″ E / 42.572594444444°N,1.9215305555556°E 2457.4 msnm      |           |                         | Modifica les dades a Wikidata |
|        | l'Estanyol                     | Portè                                                                   | llac glacial | Superfície: 2.27ha                                            | 42° 32′ 52″ N, 1° 48′ 25″ E / 42.547819444444°N,1.8070694444444°E 2047.3 msnm      |           |                         | Modifica les dades a Wikidata |

## localitat
| imatge | Nom        | Ubicat a                 | instància de | Detalls | coordenades                                                                   | Protecció | Commons (més fotos) | Dades a WD                    |
| ------ | ---------- | ------------------------ | ------------ | ------- | ----------------------------------------------------------------------------- | --------- | ------------------- | ----------------------------- |
|        | Callastre  | Estavar                  | localitat    |         | 42° 28′ 07″ N, 2° 01′ 12″ E / 42.468480555556°N,2.0200722222222°E             |           |                     | Modifica les dades a Wikidata |
|        | Font-romeu | Font-romeu, Odelló i Vià | localitat    |         | 42° 30′ 14″ N, 2° 02′ 20″ E / 42.503838888889°N,2.0389111111111°E 1741.4 msnm |           |                     | Modifica les dades a Wikidata |
|        | Ix         | la Guingueta d'Ix        | localitat    |         | 42° 26′ 01″ N, 1° 57′ 16″ E / 42.433569°N,1.954547°E                          |           | Hix                 | Modifica les dades a Wikidata |
|        | Odelló     | Font-romeu, Odelló i Vià | localitat    |         | 42° 29′ 51″ N, 2° 02′ 02″ E / 42.497558333333°N,2.0339083333333°E             |           | Odeillo             | Modifica les dades a Wikidata |
|        | Oncès      | la Guingueta d'Ix        | localitat    |         | 42° 26′ 51″ N, 1° 57′ 59″ E / 42.447499°N,1.966426°E                          |           | Oncès               | Modifica les dades a Wikidata |
|        | Querol     | Porta                    | localitat    |         | 42° 29′ 55″ N, 1° 50′ 37″ E / 42.49861111°N,1.84366389°E                      |           | Carol (Porta)       | Modifica les dades a Wikidata |

## menhir
| imatge | Nom                         | Ubicat a  | instància de | Detalls | coordenades                                                                   | Protecció | Commons (més fotos) | Dades a WD                    |
| ------ | --------------------------- | --------- | ------------ | ------- | ----------------------------------------------------------------------------- | --------- | ------------------- | ----------------------------- |
|        | Menhir del Coll de la Perxa | Eina      | menhir       |         | 42° 29′ 00″ N, 2° 05′ 18″ E / 42.483333333333°N,2.0883333333333°E 1613.9 msnm |           |                     | Modifica les dades a Wikidata |
|        | Menhir del Molí d'Eina      | Eina      | menhir       |         | 42° 28′ 38″ N, 2° 04′ 15″ E / 42.477277777778°N,2.0709055555556°E 1565.4 msnm |           |                     | Modifica les dades a Wikidata |
|        | Pedra Dreta de Targasona    | Targasona | menhir       |         | 42° 29′ 46″ N, 1° 59′ 22″ E / 42.496111111111°N,1.9895555555556°E             |           |                     | Modifica les dades a Wikidata |
|        | menhir del Pla del Bac      | Eina      | menhir       |         | 42° 28′ 38″ N, 2° 04′ 15″ E / 42.47725°N,2.0709166666667°E                    |           |                     | Modifica les dades a Wikidata |

## municipi francès
| imatge | Nom                                   | Ubicat a                                                 | instància de                       | Detalls                                                           | coordenades | Protecció | Commons (més fotos)                 | Dades a WD                    |
| ------ | ------------------------------------- | -------------------------------------------------------- | ---------------------------------- | ----------------------------------------------------------------- | --- | --------- | ----------------------------------- | ----------------------------- |
|        | Angostrina                            | Pirineus Orientals Angostrina i Vilanova de les Escaldes | municipi francès poble             | Superfície: 84.34km²                                              | 42° 29′ 00″ N, 1° 57′ 36″ E / 42.4833°N,1.9601°E 1338.6 msnm                                                                         |           | Angoustrine (Pyrénées-Orientales)   | Modifica les dades a Wikidata |
|        | Angostrina i Vilanova de les Escaldes | Alta Cerdanya Pirineus Orientals districte de Prada      | municipi francès                   | 548 hab Superfície: 87.87km²                                      | 42° 28′ 40″ N, 1° 57′ 10″ E / 42.477777777778°N,1.9527777777778°E 1380 1235 2886 2190 msnm                                           |           | Angoustrine-Villeneuve-des-Escaldes | Modifica les dades a Wikidata |
|        | Bolquera                              | Alta Cerdanya Pirineus Orientals districte de Prada      | municipi francès                   | 805 hab Superfície: 17.61km²                                      | 42° 30′ 11″ N, 2° 04′ 39″ E / 42.503055555556°N,2.0775°E 1613 1478 2099 1737 msnm                                                    |           | Bolquère                            | Modifica les dades a Wikidata |
|        | Dorres                                | Alta Cerdanya Pirineus Orientals districte de Prada      | municipi francès                   | 178 hab Superfície: 24.77km²                                      | 42° 29′ 05″ N, 1° 56′ 20″ E / 42.484722222222°N,1.9388888888889°E fr:4 Carrer-Major, 66760 Dorres 1332 2827 2062 msnm                |           | Dorres                              | Modifica les dades a Wikidata |
|        | Eina                                  | Alta Cerdanya Pirineus Orientals districte de Prada      | municipi francès                   | 149 hab Superfície: 20.36km²                                      | 42° 28′ 25″ N, 2° 04′ 57″ E / 42.473611111111°N,2.0825°E 1470 2827 2043 msnm                                                         |           | Eyne                                | Modifica les dades a Wikidata |
|        | Enveig                                | Alta Cerdanya Pirineus Orientals districte de Prada      | municipi francès                   | 614 hab Superfície: 30.52km²                                      | 42° 27′ 36″ N, 1° 54′ 53″ E / 42.46°N,1.9147222222222°E 1179 2579 1873 msnm                                                          |           | Enveitg                             | Modifica les dades a Wikidata |
|        | Er                                    | Alta Cerdanya Pirineus Orientals districte de Prada      | municipi francès                   | 714 hab Superfície: 25.92km²                                      | 42° 26′ 24″ N, 2° 02′ 00″ E / 42.44°N,2.0333333333333°E 1335 1309 2900 1976 msnm                                                     |           | Err                                 | Modifica les dades a Wikidata |
|        | Estavar                               | Alta Cerdanya Pirineus Orientals districte de Prada      | municipi francès                   | 455 hab Superfície: 9.24km²                                       | 42° 28′ 14″ N, 1° 59′ 50″ E / 42.470555555556°N,1.9972222222222°E 1200 1659 1385 msnm                                                |           | Estavar                             | Modifica les dades a Wikidata |
|        | Font-romeu, Odelló i Vià              | Pirineus Orientals                                       | municipi francès                   | 1770 hab Superfície: 29.6km²                                      | 42° 29′ 52″ N, 2° 02′ 02″ E / 42.497777777778°N,2.0338888888889°E 1312 2212 1839 msnm                                                |           | Font-Romeu-Odeillo-Via              | Modifica les dades a Wikidata |
|        | Llo                                   | Alta Cerdanya Pirineus Orientals districte de Prada      | municipi francès                   | 156 hab Superfície: 28.44km²                                      | 42° 27′ 18″ N, 2° 03′ 50″ E / 42.455°N,2.0638888888889°E 1319 2840 1968 msnm                                                         |           | Llo                                 | Modifica les dades a Wikidata |
|        | Naüja                                 | Alta Cerdanya Pirineus Orientals districte de Prada      | municipi francès                   | 75 hab Superfície: 5.6km²                                         | 42° 25′ 30″ N, 1° 59′ 43″ E / 42.425°N,1.9952777777778°E 1196 1888 1389 msnm                                                         |           | Nahuja                              | Modifica les dades a Wikidata |
|        | Oceja                                 | Alta Cerdanya Pirineus Orientals districte de Prada      | municipi francès                   | 1376 hab Superfície: 17.13km²                                     | 42° 24′ 58″ N, 1° 58′ 51″ E / 42.416111111111°N,1.9808333333333°E 1187 2192 1573 msnm                                                |           | Osséja                              | Modifica les dades a Wikidata |
|        | Palau de Cerdanya                     | Alta Cerdanya Pirineus Orientals districte de Prada      | municipi francès                   | 408 hab Superfície: 11.5km²                                       | 42° 24′ 56″ N, 1° 57′ 59″ E / 42.415555555556°N,1.9663888888889°E 1151 2203 1619 msnm                                                |           | Palau-de-Cerdagne                   | Modifica les dades a Wikidata |
|        | Porta                                 | Alta Cerdanya Pirineus Orientals districte de Prada      | municipi francès                   | 103 hab Superfície: 65.19km²                                      | 42° 31′ 35″ N, 1° 49′ 33″ E / 42.526388888889°N,1.8258333333333°E 1325 2907 2159 msnm                                                |           | Porta (Pyrénées-Orientales)         | Modifica les dades a Wikidata |
|        | Portè                                 | Alta Cerdanya Pirineus Orientals districte de Prada      | municipi francès                   | 102 hab Superfície: 49.42km²                                      | 42° 32′ 54″ N, 1° 49′ 54″ E / 42.548333333333°N,1.8316666666667°E fr:1 place de la Mairie, 66760 Porté-Puymorens 1557 2827 2130 msnm |           | Porté-Puymorens                     | Modifica les dades a Wikidata |
|        | Ro                                    | Sallagosa Pirineus Orientals                             | municipi francès                   |                                                                   | 42° 27′ 28″ N, 2° 01′ 09″ E / 42.457688888889°N,2.0191694444444°E 1276.5 msnm                                                        |           | Ro (Pyrénées-Orientales)            | Modifica les dades a Wikidata |
|        | Sallagosa                             | Alta Cerdanya Pirineus Orientals districte de Prada      | municipi francès                   | 1161 hab Superfície: 11.35km²                                     | 42° 27′ 36″ N, 2° 02′ 23″ E / 42.46°N,2.0397222222222°E 1230 2160 1435 msnm                                                          |           | Saillagouse                         | Modifica les dades a Wikidata |
|        | Santa Llocaia                         | Alta Cerdanya Pirineus Orientals districte de Prada      | municipi francès                   | 140 hab Superfície: 8.88km²                                       | 42° 26′ 12″ N, 2° 00′ 12″ E / 42.436666666667°N,2.0033333333333°E 1193 2043 1420 msnm                                                |           | Sainte-Léocadie                     | Modifica les dades a Wikidata |
|        | Targasona                             | Alta Cerdanya Pirineus Orientals districte de Prada      | municipi francès                   | 194 hab Superfície: 7.8km²                                        | 42° 29′ 58″ N, 1° 59′ 50″ E / 42.499444444444°N,1.9972222222222°E 1383 2123 1746 msnm                                                |           | Targasonne                          | Modifica les dades a Wikidata |
|        | Ur                                    | Alta Cerdanya Pirineus Orientals districte de Prada      | municipi francès                   | 366 hab Superfície: 6.79km²                                       | 42° 27′ 43″ N, 1° 56′ 15″ E / 42.461944444444°N,1.9375°E 1155 1540 1270 msnm                                                         |           | Ur (Pyrénées-Orientales)            | Modifica les dades a Wikidata |
|        | Vallcebollera                         | Alta Cerdanya Pirineus Orientals districte de Prada      | municipi francès                   | 35 hab Superfície: 26.03km²                                       | 42° 23′ 14″ N, 2° 02′ 07″ E / 42.387222222222°N,2.0352777777778°E 1339 2661 1989 msnm                                                |           | Valcebollère                        | Modifica les dades a Wikidata |
|        | Vià                                   | Font-romeu, Odelló i Vià                                 | municipi francès                   |                                                                   | 42° 29′ 19″ N, 2° 02′ 25″ E / 42.4885°N,2.0402°E                                                                                     |           | Via (Pyrénées-Orientales)           | Modifica les dades a Wikidata |
|        | la Guingueta d'Ix                     | Alta Cerdanya Pirineus Orientals districte de Prada      | municipi francès ciutat fronterera | 1194 hab Superfície: 7.85km² Anomenat per: Maria Teresa de França | 42° 26′ 03″ N, 1° 56′ 38″ E / 42.434166666667°N,1.9438888888889°E 1130 1235 1173 msnm                                                |           | Bourg-Madame                        | Modifica les dades a Wikidata |
|        | la Tor de Querol                      | Alta Cerdanya Pirineus Orientals districte de Prada      | municipi francès                   | 472 hab Superfície: 12.63km²                                      | 42° 27′ 55″ N, 1° 53′ 20″ E / 42.465277777778°N,1.8888888888889°E fr:6 place Carolane, 66760 Latour-de-Carol 1209 2080 1445 msnm     |           | Latour-de-Carol                     | Modifica les dades a Wikidata |
|        | Èguet                                 | Alta Cerdanya Pirineus Orientals districte de Prada      | municipi francès                   | 418 hab Superfície: 4.47km²                                       | 42° 30′ 01″ N, 2° 00′ 58″ E / 42.500277777778°N,2.0161111111111°E fr:1 place Coloumine, 66120 Égat 1320 1962 1728 msnm               |           | Égat                                | Modifica les dades a Wikidata |

## muntanya
| imatge | Nom                           | Ubicat a                                                                 | instància de           | Detalls    | coordenades                                                                         | Protecció | Commons (més fotos)           | Dades a WD                    |
| ------ | ----------------------------- | ------------------------------------------------------------------------ | ---------------------- | ---------- | ----------------------------------------------------------------------------------- | --------- | ----------------------------- | ----------------------------- |
|        | Cambra d'Ase                  | Eina Planès Sant Pere dels Forcats                                       | muntanya               |            | 42° 27′ 03″ N, 2° 07′ 53″ E / 42.450876°N,2.13126125°E 2750 msnm                    |           | Cambre d'Aze                  | Modifica les dades a Wikidata |
|        | Cap de Llosada                | Portè Merens                                                             | muntanya               |            | 42° 34′ 44″ N, 1° 51′ 52″ E / 42.579008333333°N,1.8644972222222°E 2719.1 msnm       |           |                               | Modifica les dades a Wikidata |
|        | Carlit                        | Angostrina i Vilanova de les Escaldes                                    | muntanya               |            | 42° 34′ 15″ N, 1° 55′ 53″ E / 42.5707470717°N,1.93149892949°E 2921 msnm             |           | Pic Carlit                    | Modifica les dades a Wikidata |
|        | Cim de Coma Morera            | Palau de Cerdanya Toses Vallcebollera                                    | muntanya               |            | 42° 21′ 20″ N, 2° 01′ 25″ E / 42.35569444°N,2.02361111°E 2207.7 msnm                |           | Cim de Coma Morera            | Modifica les dades a Wikidata |
|        | El Lladrer                    | Llo                                                                      | muntanya               |            | 42° 27′ 03″ N, 2° 04′ 04″ E / 42.450708333333°N,2.06765°E 1643.4 msnm               |           |                               | Modifica les dades a Wikidata |
|        | La Gallinera                  | Font-romeu, Odelló i Vià                                                 | muntanya               |            | 42° 31′ 56″ N, 2° 01′ 51″ E / 42.532329°N,2.030699°E 2126.5 msnm                    |           |                               | Modifica les dades a Wikidata |
|        | Muntanya de Saltèguet         | Vallcebollera Alp                                                        | muntanya serralada     | Alt: 2013m | 42° 21′ 46″ N, 1° 58′ 52″ E / 42.3627°N,1.98099722°E 2013 msnm                      |           |                               | Modifica les dades a Wikidata |
|        | Pic Negre d'Envalira          | Porta Encamp                                                             | muntanya               |            | 42° 31′ 02″ N, 1° 43′ 17″ E / 42.5172544705°N,1.72144258547°E 2822 msnm             |           | Pic Negre d'Envalira          | Modifica les dades a Wikidata |
|        | Pic Pedrós                    | Enveig                                                                   | muntanya               |            | 42° 30′ 48″ N, 1° 52′ 14″ E / 42.513368°N,1.870649°E 2280.1 msnm                    |           |                               | Modifica les dades a Wikidata |
|        | Pic Petit de Segre            | Queralbs Er Llo                                                          | muntanya               |            | 42° 23′ 39″ N, 2° 06′ 53″ E / 42.39411667°N,2.1148°E 2810.5 msnm                    |           | Pic Petit de Segre            | Modifica les dades a Wikidata |
|        | Pic d'Engorgs                 | Porta Meranges                                                           | muntanya               |            | 42° 29′ 41″ N, 1° 44′ 40″ E / 42.494786111111°N,1.7443611111111°E 2818 msnm         |           |                               | Modifica les dades a Wikidata |
|        | Pic de Bena                   | Enveig la Tor de Querol                                                  | muntanya               |            | 42° 29′ 05″ N, 1° 53′ 01″ E / 42.484725°N,1.8836111111111111°E 1771.8 msnm          |           |                               | Modifica les dades a Wikidata |
|        | Pic de Calm Colomer           | Porta Lles de Cerdanya Meranges                                          | muntanya               |            | 42° 29′ 33″ N, 1° 43′ 48″ E / 42.492381°N,1.730058°E 2869 msnm                      |           | Pic de Calm Colomer           | Modifica les dades a Wikidata |
|        | Pic de Comau                  | Enveig Porta                                                             | muntanya               |            | 42° 30′ 59″ N, 1° 51′ 06″ E / 42.516302°N,1.851581°E 2335.1 msnm                    |           |                               | Modifica les dades a Wikidata |
|        | Pic de Cortal Rossó           | Angostrina i Vilanova de les Escaldes Portè                              | muntanya               |            | 42° 34′ 40″ N, 1° 52′ 32″ E / 42.577741666667°N,1.8755138888889°E 2687.8 msnm       |           |                               | Modifica les dades a Wikidata |
|        | Pic de Duraneu                | Er Vallcebollera                                                         | muntanya               |            | 42° 22′ 52″ N, 2° 04′ 47″ E / 42.381044°N,2.079691°E 2528.6 msnm                    |           |                               | Modifica les dades a Wikidata |
|        | Pic de Finestrelles           | Eina Llo Queralbs                                                        | muntanya               |            | 42° 24′ 52″ N, 2° 08′ 01″ E / 42.41445278°N,2.133535°E 2826 msnm                    |           | Pic de Finestrelles           | Modifica les dades a Wikidata |
|        | Pic de Fontfreda              | Porta                                                                    | muntanya cim           |            | 42° 32′ 11″ N, 1° 47′ 42″ E / 42.5363510575°N,1.7949934141°E 2738 msnm              |           | Pic de Font Freda             | Modifica les dades a Wikidata |
|        | Pic de Núria                  | Queralbs Eina                                                            | muntanya               |            | 42° 25′ 00″ N, 2° 08′ 35″ E / 42.416707°N,2.1431°E 2789 msnm                        |           | Pic de Núria                  | Modifica les dades a Wikidata |
|        | Pic de Querforc               | Portè L'Ospitalet Merens                                                 | muntanya               |            | 42° 34′ 53″ N, 1° 49′ 29″ E / 42.581297222222°N,1.8247194444444°E 2581 msnm         |           |                               | Modifica les dades a Wikidata |
|        | Pic de Segalera               | Er Llo                                                                   | muntanya               |            | 42° 25′ 31″ N, 2° 04′ 33″ E / 42.425209°N,2.075843°E 2186.4 msnm                    |           |                               | Modifica les dades a Wikidata |
|        | Pic de Tossal Mercader        | Portè L'Ospitalet                                                        | muntanya               |            | 42° 34′ 46″ N, 1° 49′ 02″ E / 42.579536111111°N,1.8173055555556°E 2543.4 msnm       |           |                               | Modifica les dades a Wikidata |
|        | Pic de la Jaça de Mollet      | Alta Cerdanya                                                            | muntanya               |            | 42° 30′ 04″ N, 1° 54′ 38″ E / 42.501125°N,1.9106527777777775°E 2086.9 msnm          |           |                               | Modifica les dades a Wikidata |
|        | Pic de la Mina                | Portè                                                                    | muntanya               |            | 42° 32′ 06″ N, 1° 46′ 07″ E / 42.535083333333°N,1.7686833333333°E 2680.6 msnm       |           |                               | Modifica les dades a Wikidata |
|        | Pic de la Portella            | Porta Lles de Cerdanya                                                   | muntanya               |            | 42° 30′ 04″ N, 1° 43′ 36″ E / 42.501030555556°N,1.7266416666667°E 2593.5 msnm       |           |                               | Modifica les dades a Wikidata |
|        | Pic de la Tosa                | Porta                                                                    | muntanya               |            | 42° 29′ 12″ N, 1° 49′ 10″ E / 42.486577777778°N,1.8193527777778°E 2403.5 msnm       |           |                               | Modifica les dades a Wikidata |
|        | Pic de les Abelletes          | Porta                                                                    | muntanya               |            | 42° 31′ 24″ N, 1° 43′ 56″ E / 42.523447222222°N,1.7322°E 2595 msnm                  |           |                               | Modifica les dades a Wikidata |
|        | Pic de les Valletes           | Porta Portè                                                              | muntanya               |            | 42° 31′ 00″ N, 1° 46′ 34″ E / 42.516769444444°N,1.7760833333333°E 2712.3 msnm       |           |                               | Modifica les dades a Wikidata |
|        | Pic del Segre                 | Queralbs Llo                                                             | muntanya               |            | 42° 23′ 49″ N, 2° 07′ 17″ E / 42.39704167°N,2.12130556°E 2843 msnm                  |           | Pic del Segre                 | Modifica les dades a Wikidata |
|        | Pic dels Moros                | Targasona Font-romeu, Odelló i Vià                                       | muntanya cim           |            | 42° 30′ 47″ N, 1° 59′ 28″ E / 42.5131817626°N,1.99099502046°E 2137 msnm             |           |                               | Modifica les dades a Wikidata |
|        | Pic dels Pedrons              | Porta                                                                    | muntanya               |            | 42° 31′ 53″ N, 1° 45′ 08″ E / 42.53151°N,1.752267°E 2715 msnm                       |           |                               | Modifica les dades a Wikidata |
|        | Pica del Quer                 | Eina Llo                                                                 | muntanya               |            | 42° 27′ 05″ N, 2° 05′ 29″ E / 42.45130833333333°N,2.0915055555555555°E 2343.4 msnm  |           |                               | Modifica les dades a Wikidata |
|        | Puig Farinós                  | Porta                                                                    | muntanya cim           |            | 42° 29′ 22″ N, 1° 47′ 52″ E / 42.48939167°N,1.79770556°E 2438 msnm                  |           |                               | Modifica les dades a Wikidata |
|        | Puig Occidental de Coll Roig  | Dorres Portè                                                             | muntanya               |            | 42° 32′ 58″ N, 1° 55′ 00″ E / 42.549348°N,1.916784°E 2833 msnm                      |           | Puig Occidental de Coll Roig  | Modifica les dades a Wikidata |
|        | Puig Oriental de Coll Roig    | Angostrina i Vilanova de les Escaldes Dorres                             | muntanya               |            | 42° 33′ 11″ N, 1° 55′ 25″ E / 42.553167°N,1.923622°E 2795.4 msnm                    |           |                               | Modifica les dades a Wikidata |
|        | Puig Pedrós Nord              | Angostrina i Vilanova de les Escaldes Merens                             | muntanya               |            | 42° 35′ 24″ N, 1° 52′ 26″ E / 42.590011°N,1.873819°E 2823.4 msnm                    |           |                               | Modifica les dades a Wikidata |
|        | Puig Pedrós Sud               | Angostrina i Vilanova de les Escaldes Merens                             | muntanya               |            | 42° 35′ 18″ N, 1° 52′ 22″ E / 42.588422°N,1.872906°E 2842 msnm                      |           |                               | Modifica les dades a Wikidata |
|        | Puig Pedrós de la Tosa        | Porta Guils de Cerdanya                                                  | muntanya               |            | 42° 29′ 08″ N, 1° 47′ 31″ E / 42.48551611°N,1.79191944°E 2690.8 msnm                |           |                               | Modifica les dades a Wikidata |
|        | Puig Peric                    | Angostrina i Vilanova de les Escaldes els Angles Formiguera              | muntanya cim           |            | 42° 36′ 49″ N, 1° 59′ 04″ E / 42.6136270709°N,1.98444924692°E 2810 msnm             |           | Puig Peric                    | Modifica les dades a Wikidata |
|        | Puig de Coma Dolça            | Er Llo                                                                   | muntanya               |            | 42° 23′ 55″ N, 2° 05′ 54″ E / 42.398689°N,2.098207°E 2579.6 msnm                    |           |                               | Modifica les dades a Wikidata |
|        | Puig de Coma d'Or             | Angostrina Vilanova de les Escaldes Merens                               | muntanya               |            | 42° 35′ 01″ N, 1° 52′ 25″ E / 42.583556°N,1.873621°E 2826 msnm                      |           |                               | Modifica les dades a Wikidata |
|        | Puig de Dòrria                | Vallcebollera Planoles Toses                                             | muntanya               |            | 42° 21′ 42″ N, 2° 05′ 05″ E / 42.361767°N,2.084664°E 2547 msnm                      |           | Puig de Dòrria                | Modifica les dades a Wikidata |
|        | Puig de Lanós                 | Angostrina i Vilanova de les Escaldes Orlun Merens                       | muntanya               |            | 42° 36′ 55″ N, 1° 54′ 01″ E / 42.61526944444444°N,1.900175°E 2660.5 msnm            |           |                               | Modifica les dades a Wikidata |
|        | Puig de Montcald              | Sallagosa Llo                                                            | muntanya               |            | 42° 26′ 33″ N, 2° 03′ 41″ E / 42.44256°N,2.061341°E 1750.8 msnm                     |           |                               | Modifica les dades a Wikidata |
|        | Puig de Sobirans              | Angostrina i Vilanova de les Escaldes                                    | muntanya               |            | 42° 34′ 36″ N, 1° 56′ 28″ E / 42.57658888888889°N,1.9411111111111112°E 2786 msnm    |           |                               | Modifica les dades a Wikidata |
|        | Puig de Solana Carnissera     | Angostrina i Vilanova de les Escaldes                                    | muntanya               |            | 42° 33′ 46″ N, 1° 55′ 53″ E / 42.56272777777778°N,1.9314583333333335°E 2878 msnm    |           |                               | Modifica les dades a Wikidata |
|        | Puig de Trespunts             | Alta Cerdanya Portè                                                      | muntanya               |            | 42° 34′ 59″ N, 1° 50′ 37″ E / 42.583083333333335°N,1.8436055555555555°E 2620.9 msnm |           |                               | Modifica les dades a Wikidata |
|        | Puig de la Cometa             | Orlun Angostrina i Vilanova de les Escaldes                              | muntanya               |            | 42° 37′ 02″ N, 1° 57′ 33″ E / 42.617214°N,1.959298°E 2763 msnm                      |           | Puig de la Cometa             | Modifica les dades a Wikidata |
|        | Puig de la Grava              | Orlun Angostrina i Vilanova de les Escaldes                              | muntanya               |            | 42° 36′ 17″ N, 1° 56′ 01″ E / 42.6048517182°N,1.93347627782°E 2671 msnm             |           |                               | Modifica les dades a Wikidata |
|        | Puig de la Portella Gran      | Alta Cerdanya Capcir Llenguadoc-Rosselló                                 | muntanya               |            | 42° 37′ 18″ N, 1° 58′ 36″ E / 42.621578°N,1.976564°E 2729.3 msnm                    |           |                               | Modifica les dades a Wikidata |
|        | Puig de la Serra de Sant Joan | Er Sallagosa                                                             | muntanya               |            | 42° 27′ 00″ N, 2° 02′ 21″ E / 42.449902°N,2.039281°E 1402.7 msnm                    |           |                               | Modifica les dades a Wikidata |
|        | Puig de les Bacivelles        | Angostrina i Vilanova de les Escaldes Merens                             | muntanya               |            | 42° 36′ 22″ N, 1° 53′ 33″ E / 42.606008333333335°N,1.892602777777778°E 2631.5 msnm  |           |                               | Modifica les dades a Wikidata |
|        | Puig del Coll de Finestrelles | Queralbs Llo                                                             | muntanya               |            | 42° 24′ 41″ N, 2° 07′ 40″ E / 42.411278°N,2.127867°E 2744 msnm                      |           | Puig del Coll de Finestrelles | Modifica les dades a Wikidata |
|        | Puigmal                       | Queralbs Er                                                              | muntanya cim principal |            | 42° 23′ 00″ N, 2° 07′ 00″ E / 42.3832660904°N,2.11679066241°E 2910 msnm             |           | Puigmal                       | Modifica les dades a Wikidata |
|        | Puigmal de Llo                | Er Llo                                                                   | muntanya               |            | 42° 23′ 48″ N, 2° 06′ 13″ E / 42.396754°N,2.10348°E 2801 msnm                       |           | Puigmal de Llo                | Modifica les dades a Wikidata |
|        | Puigpedrós                    | Meranges Porta Ger Guils de Cerdanya                                     | muntanya               |            | 42° 29′ 15″ N, 1° 45′ 43″ E / 42.4875750896°N,1.76193328898°E 2914 2915 msnm        |           | Puig de Campcardós            | Modifica les dades a Wikidata |
|        | Puigpedrós de Lanós           | Merens Angostrina i Vilanova de les Escaldes                             | muntanya               |            | 42° 35′ 19″ N, 1° 52′ 23″ E / 42.588501°N,1.87309°E 2842 msnm                       |           | Puigpedrós de Lanós           | Modifica les dades a Wikidata |
|        | Roc Gros de Coma d'Or         | Portè Merens                                                             | muntanya               |            | 42° 35′ 02″ N, 1° 51′ 36″ E / 42.584008333333°N,1.8600111111111°E 2579.2 msnm       |           |                               | Modifica les dades a Wikidata |
|        | Serra Blanca de la Tor        | la Tor de Querol                                                         | muntanya serralada     |            | 42° 27′ 31″ N, 1° 53′ 11″ E / 42.458525°N,1.88649444°E 1506.2 msnm                  |           |                               | Modifica les dades a Wikidata |
|        | Torre d'Eina                  | Eina Fontpedrosa Planès                                                  | muntanya               |            | 42° 26′ 04″ N, 2° 08′ 50″ E / 42.4344424965°N,2.14714732054°E 2830 msnm             |           | Torre d'Eina                  | Modifica les dades a Wikidata |
|        | Tossa Rodona                  | Portè Merens                                                             | muntanya               |            | 42° 35′ 05″ N, 1° 51′ 05″ E / 42.584638888889°N,1.8513472222222°E 2599 msnm         |           |                               | Modifica les dades a Wikidata |
|        | Tossa d'Er                    | Er Llo                                                                   | muntanya               |            | 42° 25′ 09″ N, 2° 04′ 35″ E / 42.419126°N,2.076465°E 2342.8 msnm                    |           |                               | Modifica les dades a Wikidata |
|        | Tossa de l'Ambet              | Targasona Font-romeu, Odelló i Vià Angostrina i Vilanova de les Escaldes | muntanya               |            | 42° 30′ 54″ N, 1° 58′ 10″ E / 42.515063°N,1.969461°E                                |           |                               | Modifica les dades a Wikidata |
|        | Tossa del Pas dels Lladres    | Er Vallcebollera Queralbs                                                | muntanya               |            | 42° 22′ 25″ N, 2° 05′ 22″ E / 42.37369444°N,2.08947222°E 2661.3 msnm                |           | Tossa del Pas dels Lladres    | Modifica les dades a Wikidata |
|        | Tossal Colomer                | Angostrina i Vilanova de les Escaldes                                    | muntanya               |            | 42° 33′ 59″ N, 1° 56′ 53″ E / 42.56628055555556°N,1.9480111111111111°E 2672 msnm    |           |                               | Modifica les dades a Wikidata |
|        | Turó de Bell-lloc             | Dorres                                                                   | muntanya               |            | 42° 29′ 00″ N, 1° 55′ 20″ E / 42.4832775498°N,1.92218442466°E 1702 msnm             |           | Turó de Bell-lloc             | Modifica les dades a Wikidata |
|        | el Punxó                      | Enveig Porta Portè                                                       | muntanya cim           |            | 42° 31′ 50″ N, 1° 51′ 17″ E / 42.530582°N,1.854635°E 2581 msnm                      |           |                               | Modifica les dades a Wikidata |
|        | les Comes                     | Enveig la Tor de Querol                                                  | muntanya               |            | 42° 29′ 16″ N, 1° 52′ 41″ E / 42.487808333333334°N,1.878088888888889°E 1771.8 msnm  |           |                               | Modifica les dades a Wikidata |
|        | pic de l'Estanyol             | Porta Portè                                                              | muntanya               |            | 42° 32′ 29″ N, 1° 47′ 27″ E / 42.541425°N,1.7909388888889°E 2575.9 msnm             |           |                               | Modifica les dades a Wikidata |

## mural
| imatge | Nom                                                                          | Ubicat a                              | instància de | Detalls            | coordenades              | Protecció                   | Commons (més fotos) | Dades a WD                    |
| ------ | ---------------------------------------------------------------------------- | ------------------------------------- | ------------ | ------------------ | ------------------------ | --------------------------- | ------------------- | ----------------------------- |
|        | Ascensió, cinc apòstols, santa Basilissa i calendari de Sant Julià d'Estavar | Estavar                               | mural        | Estil: art romànic | Sant Julià d'Estavar     | monument històric catalogat |                     | Modifica les dades a Wikidata |
|        | Sant Sopar, mesos de l'Any i Crist en Majestat de Sant Andreu d'Angostrina   | Angostrina i Vilanova de les Escaldes | mural        | Estil: art romànic | Sant Andreu d'Angostrina | monument històric catalogat |                     | Modifica les dades a Wikidata |

## obra escultòrica
| imatge | Nom                        | Ubicat a         | instància de            | Detalls                                    | coordenades                                                                                              | Protecció                                                           | Commons (més fotos) | Dades a WD                    |
| ------ | -------------------------- | ---------------- | ----------------------- | ------------------------------------------ | --- | ------------------------------------------------------------------- | ------------------- | ----------------------------- |
|        | monument a Alexandre Oliva | Sallagosa        | obra escultòrica font   | Creador: Jean-Baptiste Belloc 20th century | 42° 27′ 29″ N, 2° 02′ 19″ E / 42.457997222222225°N,2.0387194444444443°E fr:Avenue des Comtes de Cerdagne | Objecte inclòs en l'Inventari general del patrimoni cultural (IGPC) |                     | Modifica les dades a Wikidata |
|        | roquer de la Tor           | la Tor de Querol | obra escultòrica relleu |                                            | 42° 27′ 49″ N, 1° 53′ 35″ E / 42.4637°N,1.893°E fr:Coma d'Ayrevals                                       | monument històric inventariat                                       |                     | Modifica les dades a Wikidata |

## poble
| imatge | Nom                      | Ubicat a                                                 | instància de           | Detalls | coordenades                                                                   | Protecció | Commons (més fotos)     | Dades a WD                    |
| ------ | ------------------------ | -------------------------------------------------------- | ---------------------- | ------- | ----------------------------------------------------------------------------- | --------- | ----------------------- | ----------------------------- |
|        | Bena                     | Enveig                                                   | poble                  |         | 42° 28′ 52″ N, 1° 53′ 10″ E / 42.481180555556°N,1.8860416666667°E 1585.3 msnm |           |                         | Modifica les dades a Wikidata |
|        | Cortvassill              | Porta                                                    | poble                  |         | 42° 29′ 40″ N, 1° 51′ 05″ E / 42.4945°N,1.8515°E                              |           |                         | Modifica les dades a Wikidata |
|        | Càldegues                | la Guingueta d'Ix                                        | poble municipi francès |         | 42° 26′ 29″ N, 1° 57′ 53″ E / 42.4415°N,1.9646°E                              |           | Caldégas                | Modifica les dades a Wikidata |
|        | Feners                   | Enveig                                                   | poble                  |         | 42° 28′ 58″ N, 1° 54′ 08″ E / 42.482652777778°N,1.9020972222222°E 1487.5 msnm |           |                         | Modifica les dades a Wikidata |
|        | Iravals                  | la Tor de Querol                                         | poble                  |         | 42° 27′ 34″ N, 1° 53′ 32″ E / 42.459560421773304°N,1.8923091888427737°E       |           |                         | Modifica les dades a Wikidata |
|        | Les Escaldes             | Angostrina i Vilanova de les Escaldes                    | poble                  |         | 42° 29′ 16″ N, 1° 57′ 13″ E / 42.487725°N,1.9536138888889°E 1462.2 msnm       |           |                         | Modifica les dades a Wikidata |
|        | Roet                     | Llo                                                      | poble                  |         | 42° 27′ 28″ N, 2° 03′ 06″ E / 42.457697222222°N,2.0516694444444°E 1428.5 msnm |           |                         | Modifica les dades a Wikidata |
|        | Vedrinyans               | Sallagosa                                                | poble municipi francès |         | 42° 27′ 05″ N, 2° 02′ 36″ E / 42.4514°N,2.0434°E                              |           | Vedrinyans              | Modifica les dades a Wikidata |
|        | Vilanova de les Escaldes | Pirineus Orientals Angostrina i Vilanova de les Escaldes | poble municipi francès |         | 42° 28′ 42″ N, 1° 57′ 12″ E / 42.4782°N,1.9534°E 1304.5 msnm                  |           | Villeneuve-des-Escaldes | Modifica les dades a Wikidata |
|        | la Part Petita           | Angostrina i Vilanova de les Escaldes                    | poble                  |         | 42° 29′ 09″ N, 1° 57′ 57″ E / 42.485830555556°N,1.9658444444444°E 1346.7 msnm |           |                         | Modifica les dades a Wikidata |
|        | la Vinyola               | Enveig                                                   | poble                  |         | 42° 27′ 08″ N, 1° 54′ 20″ E / 42.452339°N,1.905639°E 1207.8 msnm              |           |                         | Modifica les dades a Wikidata |

## port de muntanya
| imatge | Nom                                 | Ubicat a                                                       | instància de                  | Detalls                          | coordenades                                                                                                 | Protecció | Commons (més fotos)    | Dades a WD                    |
| ------ | ----------------------------------- | -------------------------------------------------------------- | ----------------------------- | -------------------------------- | --- | --------- | ---------------------- | ----------------------------- |
|        | Coll Mercer                         | Palau de Cerdanya                                              | port de muntanya              |                                  | 42° 21′ 45″ N, 1° 59′ 28″ E / 42.362594444444°N,1.9910277777778°E 2012.2 msnm                               |           |                        | Modifica les dades a Wikidata |
|        | Coll Roig                           | Dorres Portè                                                   | port de muntanya              |                                  | 42° 33′ 08″ N, 1° 55′ 17″ E / 42.552103°N,1.921342°E 2728 msnm                                              |           |                        | Modifica les dades a Wikidata |
|        | Coll de Formills                    | Angostrina i Vilanova de les Escaldes Font-romeu, Odelló i Vià | port de muntanya              |                                  | 42° 31′ 19″ N, 1° 58′ 15″ E / 42.521925°N,1.970788888888889°E 1881.1 msnm                                   |           |                        | Modifica les dades a Wikidata |
|        | Coll de Jovell                      | Llo                                                            | port de muntanya              |                                  | 42° 27′ 31″ N, 2° 04′ 50″ E / 42.458724°N,2.080452°E 1744.4 msnm                                            |           |                        | Modifica les dades a Wikidata |
|        | Coll de Juell                       | Dorres Enveig                                                  | port de muntanya              |                                  | 42° 29′ 09″ N, 1° 55′ 09″ E / 42.485773°N,1.919298°E 1632.5 msnm                                            |           | Coll de Juell (Dorres) | Modifica les dades a Wikidata |
|        | Coll de Lanós                       | Angostrina i Vilanova de les Escaldes Orlun                    | port de muntanya              |                                  | 42° 36′ 23″ N, 1° 55′ 47″ E / 42.606386111111114°N,1.929588888888889°E 2510.4 msnm                          |           |                        | Modifica les dades a Wikidata |
|        | Coll de Pradelles                   | Oceja Vallcebollera                                            | port de muntanya              |                                  | 42° 22′ 24″ N, 2° 01′ 00″ E / 42.373266666666666°N,2.0166138888888887°E 1990.3 msnm                         |           |                        | Modifica les dades a Wikidata |
|        | Coll de Segalera                    | Er Llo                                                         | port de muntanya              |                                  | 42° 25′ 23″ N, 2° 04′ 41″ E / 42.422972°N,2.078192°E 2183 msnm                                              |           |                        | Modifica les dades a Wikidata |
|        | Coll de l'Era                       | Llo Sallagosa                                                  | port de muntanya              |                                  | 42° 26′ 33″ N, 2° 03′ 23″ E / 42.442466°N,2.056325°E 1653.5 msnm                                            |           |                        | Modifica les dades a Wikidata |
|        | Coll de la Bassa                    | Oceja Palau de Cerdanya                                        | port de muntanya              |                                  | 42° 21′ 04″ N, 2° 00′ 41″ E / 42.351208°N,2.011472°E 2109.1 msnm                                            |           |                        | Modifica les dades a Wikidata |
|        | Coll de la Grava                    | Angostrina i Vilanova de les Escaldes Merens                   | port de muntanya              |                                  | 42° 36′ 31″ N, 1° 56′ 37″ E / 42.608638888889°N,1.9436972222222°E 2478.9 msnm                               |           |                        | Modifica les dades a Wikidata |
|        | Coll de la Pradella                 | Bolquera Font-romeu, Odelló i Vià                              | port de muntanya              |                                  | 42° 32′ 39″ N, 2° 00′ 45″ E / 42.544206°N,2.012364°E 1959.1 msnm                                            |           |                        | Modifica les dades a Wikidata |
|        | Coll del Beç                        | Èguet                                                          | port de muntanya              |                                  | 42° 30′ 08″ N, 2° 01′ 09″ E / 42.502247222222°N,2.0192194444444°E 1900 msnm                                 |           |                        | Modifica les dades a Wikidata |
|        | Coll del Pam                        | Bolquera Font-romeu, Odelló i Vià                              | port de muntanya              |                                  | 42° 32′ 03″ N, 2° 02′ 36″ E / 42.534261°N,2.043278°E 2001.7 msnm                                            |           |                        | Modifica les dades a Wikidata |
|        | Coll del Pimorent                   | Portè                                                          | port de muntanya              | Hi passa: Carretera Nacional 320 | 42° 33′ 36″ N, 1° 48′ 36″ E / 42.5601°N,1.8101°E 1915 msnm                                                  |           | Col de Puymorens       | Modifica les dades a Wikidata |
|        | Coll dels Andorrans                 | Angostrina i Vilanova de les Escaldes Merens                   | port de muntanya              |                                  | 42° 33′ 58″ N, 1° 55′ 55″ E / 42.566108°N,1.932025°E 2743.2 msnm                                            |           |                        | Modifica les dades a Wikidata |
|        | Coll dels Cirerets                  | Angostrina i Vilanova de les Escaldes Dorres                   | port de muntanya              |                                  | 42° 33′ 58″ N, 1° 55′ 55″ E / 42.566108°N,1.932025°E 1775.3 msnm                                            |           |                        | Modifica les dades a Wikidata |
|        | Coll dels Clots                     | Eina Llo                                                       | port de muntanya              |                                  | 42° 26′ 20″ N, 2° 06′ 37″ E / 42.43882°N,2.110407°E 2429.8 msnm                                             |           |                        | Modifica les dades a Wikidata |
|        | Coll dels Isards                    | Porta                                                          | port de muntanya              |                                  | 42° 31′ 25″ N, 1° 43′ 59″ E / 42.52354°N,1.73304°E 2653.5 msnm                                              |           |                        | Modifica les dades a Wikidata |
|        | Collet de Montcald                  | Llo Sallagosa                                                  | port de muntanya              |                                  | 42° 26′ 08″ N, 2° 04′ 11″ E / 42.435633°N,2.069837°E 2032.5 msnm                                            |           |                        | Modifica les dades a Wikidata |
|        | Pic de la Portella de Bac d'Hortell | Dorres Enveig Portè                                            | port de muntanya              |                                  | 42° 32′ 06″ N, 1° 53′ 30″ E / 42.534997222222°N,1.8917111111111°E 2558.5 msnm                               |           |                        | Modifica les dades a Wikidata |
|        | Port de Llo                         | Llo                                                            | port de muntanya              |                                  | 42° 27′ 49″ N, 2° 04′ 10″ E / 42.463494°N,2.069485°E 1578.2 msnm                                            |           |                        | Modifica les dades a Wikidata |
|        | Port de Maurà                       | Dorres                                                         | port de muntanya              |                                  | 42° 31′ 26″ N, 1° 54′ 43″ E / 42.523827777777775°N,1.9120472222222225°E 2296 msnm                           |           |                        | Modifica les dades a Wikidata |
|        | Port de Roet                        | Llo                                                            | port de muntanya              |                                  | 42° 28′ 12″ N, 2° 03′ 48″ E / 42.470096°N,2.063418°E 1579.1 msnm                                            |           |                        | Modifica les dades a Wikidata |
|        | Portella Blanca d'Andorra           | Encamp Lles de Cerdanya Porta                                  | port de muntanya collada coll |                                  | 42° 30′ 10″ N, 1° 43′ 33″ E / 42.502736°N,1.72596°E punt triple entre Espanya, França i Andorra 2514.9 msnm |           |                        | Modifica les dades a Wikidata |
|        | Portella Gran                       | Angostrina i Vilanova de les Escaldes Orlun                    | port de muntanya              |                                  | 42° 36′ 38″ N, 1° 53′ 53″ E / 42.610461111111°N,1.8980055555556°E 2481.2 msnm                               |           |                        | Modifica les dades a Wikidata |
|        | Portella Roja                       | Angostrina i Vilanova de les Escaldes Merens                   | port de muntanya              |                                  | 42° 35′ 06″ N, 1° 52′ 23″ E / 42.585008°N,1.873133°E 2675.3 msnm                                            |           |                        | Modifica les dades a Wikidata |
|        | Portella d'Orlú (Serra Blanca)      | Angostrina i Vilanova de les Escaldes Orlun                    | port de muntanya              |                                  | 42° 36′ 27″ N, 1° 54′ 43″ E / 42.607528°N,1.912083°E 2404.1 msnm                                            |           |                        | Modifica les dades a Wikidata |
|        | Portella de Bac d'Hortell           | Dorres Enveig                                                  | port de muntanya              |                                  | 42° 32′ 06″ N, 1° 53′ 30″ E / 42.534964°N,1.891717°E 2557.6 msnm                                            |           |                        | Modifica les dades a Wikidata |
|        | Portella de Meranges                | Meranges Porta                                                 | port de muntanya              |                                  | 42° 29′ 36″ N, 1° 45′ 01″ E / 42.49347°N,1.750356°E                                                         |           |                        | Modifica les dades a Wikidata |
|        | Portella de la Coma d'en Garcia     | Portè Merens                                                   | port de muntanya              |                                  | 42° 34′ 56″ N, 1° 51′ 12″ E / 42.58235°N,1.853256°E 2531 msnm                                               |           |                        | Modifica les dades a Wikidata |
|        | Portella de la Grava                | Angostrina i Vilanova de les Escaldes                          | port de muntanya              |                                  | 42° 35′ 58″ N, 1° 56′ 02″ E / 42.599377777778°N,1.934025°E 2427.3 msnm                                      |           |                        | Modifica les dades a Wikidata |
|        | Portella de les Valletes            | Porta                                                          | port de muntanya              |                                  | 42° 31′ 14″ N, 1° 44′ 59″ E / 42.520533333333°N,1.7497833333333°E 2293.2 msnm                               |           |                        | Modifica les dades a Wikidata |
|        | coll Rigat                          | Sallagosa                                                      | port de muntanya              |                                  | 42° 28′ 15″ N, 2° 03′ 08″ E / 42.47097°N,2.052298°E                                                         |           |                        | Modifica les dades a Wikidata |
|        | coll d'Èguet                        | Èguet Estavar                                                  | port de muntanya              |                                  | 42° 29′ 28″ N, 2° 00′ 38″ E / 42.49123611°N,2.01046944°E 1614 msnm                                          |           |                        | Modifica les dades a Wikidata |
|        | coll de Bena                        | la Tor de Querol                                               | port de muntanya              |                                  | 42° 28′ 36″ N, 1° 53′ 09″ E / 42.47675833°N,1.88579583°E 1591.7 msnm                                        |           |                        | Modifica les dades a Wikidata |
|        | coll de Lluç                        | Santa Llocaia                                                  | port de muntanya              |                                  | 42° 26′ 43″ N, 2° 00′ 53″ E / 42.44540556°N,2.01475°E 1333 msnm                                             |           |                        | Modifica les dades a Wikidata |

## riu
| imatge | Nom                  | Ubicat a                                | instància de                 | Detalls                                                   | coordenades | Protecció | Commons (més fotos)  | Dades a WD                    |
| ------ | -------------------- | --------------------------------------- | ---------------------------- | --------------------------------------------------------- | --- | --------- | -------------------- | ----------------------------- |
|        | Bena                 | Enveig                                  | riu                          | Desemboca: Riu de Brangolí Llarg: 9.1km                   | 42° 28′ 05″ N, 1° 54′ 40″ E / 42.46819°N,1.91121°E 1202 msnm                                                                                  |           |                      | Modifica les dades a Wikidata |
|        | L'Eina               | Eina Font-romeu, Odelló i Vià Sallagosa | riu                          | Desemboca: riu d'Angost Llarg: 11.1km                     | 42° 25′ 44″ N, 2° 07′ 56″ E / 42.4289°N,2.13234°E                                                                                             |           |                      | Modifica les dades a Wikidata |
|        | Rec de Nervols       | la Guingueta d'Ix                       | riu                          | Desemboca: Segre Llarg: 5.2km                             | 42° 25′ 45″ N, 1° 58′ 45″ E / 42.429278°N,1.97915°E 42° 26′ 04″ N, 1° 56′ 45″ E / 42.434539°N,1.945961°E                                      |           |                      | Modifica les dades a Wikidata |
|        | Rec de Rigat         | Alta Cerdanya                           | riu                          | Desemboca: Rec de Nervols Llarg: 3km                      | 42° 25′ 02″ N, 1° 59′ 46″ E / 42.417175°N,1.996239°E 42° 25′ 49″ N, 1° 58′ 06″ E / 42.430219°N,1.968281°E                                     |           |                      | Modifica les dades a Wikidata |
|        | Rec de la Font       | Naüja                                   | riu                          | Desemboca: Rec de Rigat Llarg: 3.2km                      | 42° 25′ 28″ N, 1° 59′ 48″ E / 42.42453055555555°N,1.9967527777777776°E 42° 25′ 18″ N, 1° 59′ 08″ E / 42.42174722222222°N,1.9855055555555556°E |           |                      | Modifica les dades a Wikidata |
|        | Ribera d'Er          | Alta Cerdanya                           | riu                          | Desemboca: Segre Llarg: 14.7km                            | 42° 27′ 42″ N, 1° 59′ 17″ E / 42.461803°N,1.987947°E 42° 23′ 27″ N, 2° 06′ 32″ E / 42.39073°N,2.108914°E                                      |           |                      | Modifica les dades a Wikidata |
|        | Riu de Brangolí      | Alta Cerdanya                           | riu                          | Desemboca: Riu d'Angostrina Llarg: 11.3km                 | 42° 28′ 04″ N, 1° 54′ 45″ E / 42.467777777778°N,1.9125°E 1341 msnm                                                                            |           | Riu de Brangolí      | Modifica les dades a Wikidata |
|        | Segre                | Catalunya Pirineus Orientals            | riu curs d'aigua riu aurífer | Desemboca: Ebre Llarg: 265km Conca: 22400km²              | 42° 24′ 09″ N, 2° 06′ 30″ E / 42.4025°N,2.1084°E 41° 21′ 48″ N, 0° 18′ 16″ E / 41.3633°N,0.3044°E                                             |           | Segre River          | Modifica les dades a Wikidata |
|        | Tet                  | Pirineus Orientals                      | riu                          | Desemboca: mar Mediterrània Llarg: 115.8km Conca: 1369km² | 42° 42′ 48″ N, 3° 02′ 23″ E / 42.713333333333°N,3.0397222222222°E                                                                             |           | Têt                  | Modifica les dades a Wikidata |
|        | rec de Fontviva      | Portè                                   | riu                          | Desemboca: riu Querol                                     | 42° 33′ 07″ N, 1° 52′ 31″ E / 42.55207°N,1.87531°E 1827 msnm                                                                                  |           |                      | Modifica les dades a Wikidata |
|        | ribera de Campcardós | Porta                                   | riu                          | Desemboca: riu Querol Llarg: 9.4km Conca: 24.22km²        | 42° 31′ 17″ N, 1° 49′ 14″ E / 42.521388888889°N,1.8205555555556°E 1504 msnm                                                                   |           | Ribera de Campcardós | Modifica les dades a Wikidata |
|        | riu Querol           | Pirineus Orientals                      | riu curs d'aigua             | Desemboca: Segre Llarg: 31km Conca: 110km²                | 42° 23′ 55″ N, 1° 53′ 43″ E / 42.3986°N,1.89528°E 42° 24′ 05″ N, 1° 54′ 01″ E / 42.40131°N,1.90016°E                                          |           | Carol (rivière)      | Modifica les dades a Wikidata |
|        | riu d'Angost         | Alta Cerdanya                           | riu                          | Desemboca: Segre Llarg: 13.5km                            | 42° 27′ 51″ N, 1° 59′ 37″ E / 42.464281°N,1.993506°E                                                                                          |           | Rec de l'Angust      | Modifica les dades a Wikidata |

## serra
| imatge | Nom                    | Ubicat a                              | instància de | Detalls | coordenades                                                                 | Protecció | Commons (més fotos) | Dades a WD                    |
| ------ | ---------------------- | ------------------------------------- | ------------ | ------- | --------------------------------------------------------------------------- | --------- | ------------------- | ----------------------------- |
|        | serra de Santa Llocaia | Santa Llocaia Llívia                  | serra        |         | 42° 26′ 54″ N, 2° 00′ 27″ E / 42.4484°N,2.00763°E 1310 msnm                 |           |                     | Modifica les dades a Wikidata |
|        | serra de l'Artiga      | Vallcebollera Er                      | serra carena |         | 42° 23′ 35″ N, 2° 03′ 52″ E / 42.393055555556°N,2.0644444444444°E 2273 msnm |           |                     | Modifica les dades a Wikidata |
|        | serra de les Ribes     | Angostrina i Vilanova de les Escaldes | serra        |         | 42° 32′ 29″ N, 1° 59′ 32″ E / 42.54138214711777°N,1.992301940917969°E       |           |                     | Modifica les dades a Wikidata |
|        | serrat de Palmanill    | Llívia Targasona                      | serra        |         | 42° 29′ 18″ N, 1° 59′ 41″ E / 42.48844°N,1.99485°E 1570.9 msnm              |           |                     | Modifica les dades a Wikidata |

## vall
| imatge | Nom            | Ubicat a      | instància de | Detalls | coordenades                                           | Protecció | Commons (més fotos) | Dades a WD                    |
| ------ | -------------- | ------------- | ------------ | ------- | ----------------------------------------------------- | --------- | ------------------- | ----------------------------- |
|        | vall d'Eina    | Eina          | vall         |         | 42° 25′ 59″ N, 2° 04′ 59″ E / 42.433°N,2.083°E L'Eina |           | Vallée d'Eyne       | Modifica les dades a Wikidata |
|        | vall de Querol | Alta Cerdanya | vall         |         | 42° 30′ 02″ N, 1° 50′ 40″ E / 42.500691°N,1.844374°E  |           |                     | Modifica les dades a Wikidata |

## vilatge
| imatge | Nom                 | Ubicat a                   | instància de | Detalls | coordenades                                                   | Protecció | Commons (més fotos) | Dades a WD                    |
| ------ | ------------------- | -------------------------- | ------------ | ------- | ------------------------------------------------------------- | --------- | ------------------- | ----------------------------- |
|        | Bajanda             | Pirineus Orientals Estavar | vilatge      |         | 42° 28′ 08″ N, 2° 00′ 44″ E / 42.4689°N,2.0121°E              |           |                     | Modifica les dades a Wikidata |
|        | Brangolí            | Enveig                     | vilatge      |         | 42° 28′ 52″ N, 1° 54′ 30″ E / 42.4812°N,1.90833°E 1467.2 msnm |           |                     | Modifica les dades a Wikidata |
|        | Mas de Florí        | Ur                         | vilatge      |         | 42° 28′ 13″ N, 1° 56′ 53″ E / 42.47027778°N,1.94805556°E      |           |                     | Modifica les dades a Wikidata |
|        | Sant Pere de Sedret | la Tor de Querol           | vilatge      |         | 42° 27′ 11″ N, 1° 53′ 15″ E / 42.4530555556°N,1.8875°E        |           |                     | Modifica les dades a Wikidata |

## Misc
| imatge | Nom                                           | Ubicat a                                                                                         | instància de                                | Detalls                                                                                      | coordenades                                                                                                 | Protecció                                                    | Commons (més fotos)                             | Dades a WD                    |
| ------ | --------------------------------------------- | ------------------------------------------------------------------------------------------------ | ------------------------------------------- | -------------------------------------------------------------------------------------------- | --- | ------------------------------------------------------------ | ----------------------------------------------- | ----------------------------- |
|        | Aeròdrom de Santa Llocaia                     | Santa Llocaia                                                                                    | aeròdrom Ús: aviació militar esports aeris  |                                                                                              | 42° 26′ 47″ N, 2° 00′ 33″ E / 42.4464°N,2.00908°E 1320 msnm                                                 |                                                              |                                                 | Modifica les dades a Wikidata |
|        | Alou de Bolquera                              | Bolquera                                                                                         | alou                                        |                                                                                              | 42° 30′ 14″ N, 2° 04′ 40″ E / 42.503889°N,2.077778°E                                                        |                                                              |                                                 | Modifica les dades a Wikidata |
|        | Alta Cerdanya                                 | districte de Prada                                                                               | comarca de la Catalunya del Nord            | 13665 hab Superfície: 539.67km²                                                              | 42° 30′ 00″ N, 1° 58′ 00″ E / 42.5°N,1.9666666666667°E                                                      |                                                              | Alta Cerdanya                                   | Modifica les dades a Wikidata |
|        | Ans                                           | Sallagosa                                                                                        | caseria                                     |                                                                                              | |                                                              |                                                 | Modifica les dades a Wikidata |
|        | Bosc Estatal del Camí Ramader                 | Conflent Alta Cerdanya Capcir                                                                    | bosc estatal                                | Superfície: 4.8km²                                                                           | 42° 35′ 46″ N, 2° 08′ 24″ E / 42.596075°N,2.1399916666667°E 2000 msnm                                       |                                                              |                                                 | Modifica les dades a Wikidata |
|        | Cal Coix                                      | Angostrina i Vilanova de les Escaldes                                                            | barri                                       |                                                                                              | 1362.9 msnm                                                                                                 |                                                              |                                                 | Modifica les dades a Wikidata |
|        | Cal Mateu                                     | Santa Llocaia                                                                                    | granja masia                                |                                                                                              | 42° 26′ 12″ N, 2° 00′ 10″ E / 42.436666666667°N,2.0027777777778°E                                           | monument històric inventariat                                | Cal Mateu                                       | Modifica les dades a Wikidata |
|        | Caos de Targasona                             | Angostrina i Vilanova de les Escaldes Llívia Targasona                                           | indret caos                                 | Anomenat per: Targasona                                                                      | 42° 29′ 37″ N, 1° 58′ 41″ E / 42.493731°N,1.978163°E 1565 msnm                                              |                                                              | Chaos de Targasonne                             | Modifica les dades a Wikidata |
|        | Caos de Vilanova                              | Angostrina i Vilanova de les Escaldes                                                            | caos                                        | Anomenat per: Vilanova de les Escaldes                                                       | 42° 30′ 30″ N, 1° 56′ 53″ E / 42.50846944444445°N,1.948125°E 1786.5 msnm                                    |                                                              |                                                 | Modifica les dades a Wikidata |
|        | Ermitatge de Font-romeu                       | Font-romeu, Odelló i Vià                                                                         | eremitori església Ús: església             | Estil: arquitectura barroca Dedicat a: Verge Maria                                           | 42° 30′ 45″ N, 2° 02′ 46″ E / 42.5125°N,2.04599°E                                                           | monument històric inventariat                                | Ermitage Notre-Dame de Font-Romeu               | Modifica les dades a Wikidata |
|        | Escola del Sol                                | Font-romeu, Odelló i Vià                                                                         | edifici escolar                             | Arquitecte: RCR Arquitectes Carme Pigem Barceló Ramón Vilalta I Pujol Rafael Aranda i Quiles | 42° 29′ 48″ N, 2° 02′ 21″ E / 42.4968°N,2.0393°E de:Avenue du 19 mars 1962 15, 66120 Font-Romeu-Odeillo-Via |                                                              |                                                 | Modifica les dades a Wikidata |
|        | Estanys del Carlit                            | Angostrina i Vilanova de les Escaldes                                                            | sistema lacustre                            |                                                                                              | 42° 34′ 01″ N, 1° 58′ 36″ E / 42.566944444444445°N,1.9766666666666663°E                                     |                                                              | Carlit Ponds                                    | Modifica les dades a Wikidata |
|        | Hàbitat del Pla del Bac                       | Eina                                                                                             | megàlit                                     |                                                                                              | 42° 28′ 23″ N, 2° 04′ 24″ E / 42.473055555556°N,2.0733333333333°E 1612.1 msnm                               |                                                              |                                                 | Modifica les dades a Wikidata |
|        | Llac de la Bollosa                            | Angostrina i Vilanova de les Escaldes els Angles                                                 | embassament                                 | Superfície: 1.49km² Profunditat: 25m                                                         | 42° 34′ 13″ N, 1° 59′ 58″ E / 42.570225°N,1.9994277777778°E 2016 msnm                                       |                                                              | Lac des Bouillouses                             | Modifica les dades a Wikidata |
|        | Mas d'en Gaula                                | Angostrina i Vilanova de les Escaldes                                                            | veïnat                                      |                                                                                              | 42° 29′ 15″ N, 1° 57′ 52″ E / 42.487363888889°N,1.9645138888889°E 1362.9 msnm                               |                                                              |                                                 | Modifica les dades a Wikidata |
|        | Mines de Pimorent                             | Portè                                                                                            | mina                                        |                                                                                              | 42° 33′ 02″ N, 1° 46′ 14″ E / 42.550555555556°N,1.7705555555556°E 2076.9 msnm                               |                                                              | Mine de Puymorens                               | Modifica les dades a Wikidata |
|        | Pont del Reür                                 | Puigcerdà la Guingueta d'Ix                                                                      | pont                                        | Hi passa: N-152                                                                              | 42° 26′ 02″ N, 1° 56′ 26″ E / 42.433772910412°N,1.94056421607523°E                                          |                                                              |                                                 | Modifica les dades a Wikidata |
|        | Puigmal-Carançà                               | Er Eina Fontpedrosa Llo Nyer Oceja Planès Sant Pere dels Forcats Toès i Entrevalls Vallcebollera | Zona d'especial protecció per a les aus     | 2006-03-07 Superfície: 10260ha Anomenat per: Carançà                                         | |                                                              |                                                 | Modifica les dades a Wikidata |
|        | Rectoria ''les Torres''                       | Font-romeu, Odelló i Vià                                                                         | rectoria capella                            |                                                                                              | 42° 30′ 21″ N, 2° 02′ 07″ E / 42.505768°N,2.035282°E                                                        |                                                              |                                                 | Modifica les dades a Wikidata |
|        | Reserva Natural Nacional de la Vall d'Eina    | Eina Alta Cerdanya                                                                               | reserva natural nacional àrea protegida     | 1993-03-18 1993 Superfície: 1177 1177306ha Anomenat per: vall d'Eina                         | 42° 26′ 21″ N, 2° 07′ 25″ E / 42.439166666667°N,2.1236111111111°E vall d'Eina                               |                                                              | Réserve naturelle nationale de la vallée d'Eyne | Modifica les dades a Wikidata |
|        | Riu d'Angostrina                              | Pirineus Orientals Alta Cerdanya                                                                 | curs d'aigua riu                            | Desemboca: Reür Llarg: 18.6km Conca: 93km²                                                   | 42° 28′ 04″ N, 1° 56′ 40″ E / 42.46778°N,1.94449°E                                                          |                                                              |                                                 | Modifica les dades a Wikidata |
|        | Sepulcre megalític del Bac d'Amunt            | Font-romeu, Odelló i Vià                                                                         | sepulcre                                    |                                                                                              | 42° 28′ 53″ N, 2° 03′ 21″ E / 42.481388888889°N,2.0558333333333°E 1491.7 msnm                               |                                                              |                                                 | Modifica les dades a Wikidata |
|        | Serra de Concellabre                          | Santa Llocaia Llívia                                                                             | serralada                                   |                                                                                              | 42° 26′ 49″ N, 1° 59′ 31″ E / 42.447°N,1.99207°E 1287.5 msnm                                                |                                                              |                                                 | Modifica les dades a Wikidata |
|        | Thémis                                        | Targasona                                                                                        | central solar                               |                                                                                              | 42° 30′ 05″ N, 1° 58′ 27″ E / 42.5014°N,1.97417°E                                                           |                                                              | Centrale solaire Thémis                         | Modifica les dades a Wikidata |
|        | Torre d'Èguet                                 | Èguet                                                                                            | torre torrassa                              |                                                                                              | 42° 30′ 02″ N, 2° 01′ 04″ E / 42.500671°N,2.017651°E 1701.5 msnm                                            |                                                              | Tour des Maures (Égat)                          | Modifica les dades a Wikidata |
|        | Torre del Vacaró                              | Llo                                                                                              | torre de sentinella                         |                                                                                              | 42° 27′ 17″ N, 2° 03′ 59″ E / 42.454646°N,2.066486°E 1512.7 msnm                                            |                                                              |                                                 | Modifica les dades a Wikidata |
|        | Torrent de Carançà, riu Tet i riu de Morellàs | Angostrina i Vilanova de les Escaldes Fontpedrosa Morellàs i les Illes els Angles                | ordre de prefectura de protecció del biòtop | 1991-01-03 Superfície: 107.3427ha                                                            | 42° 27′ 36″ N, 2° 12′ 59″ E / 42.46011°N,2.21646°E                                                          |                                                              |                                                 | Modifica les dades a Wikidata |
|        | Túnel ferroviari del Pimorent                 | Portè L'Ospitalet                                                                                | túnel ferroviari                            |                                                                                              | 42° 33′ 37″ N, 1° 48′ 46″ E / 42.56037°N,1.81267°E                                                          |                                                              | Tunnel ferroviaire du Puymorens                 | Modifica les dades a Wikidata |
|        | Xicolatada                                    | Palau de Cerdanya                                                                                | festa                                       |                                                                                              | |                                                              |                                                 | Modifica les dades a Wikidata |
|        | barraca dels Pastors                          | Eina                                                                                             | cabana                                      |                                                                                              | 42° 26′ 02″ N, 2° 07′ 54″ E / 42.433858317292°N,2.1317178010941°E 2245 msnm                                 |                                                              |                                                 | Modifica les dades a Wikidata |
|        | carretera neutral de Puigcerdà a Llívia       | França Pirineus Orientals Ur la Guingueta d'Ix                                                   | via transnational road                      | Llarg: 1.8km                                                                                 | |                                                              |                                                 | Modifica les dades a Wikidata |
|        | central solar de Llo                          | Llo                                                                                              | central solar tèrmica de concentració       |                                                                                              | 42° 28′ 01″ N, 2° 04′ 11″ E / 42.466944444444°N,2.0697222222222°E                                           |                                                              |                                                 | Modifica les dades a Wikidata |
|        | edifici de les cases solars Trombe-Michel     | Font-romeu, Odelló i Vià                                                                         | edifici de pisos                            |                                                                                              | 42° 29′ 38″ N, 2° 02′ 02″ E / 42.4939°N,2.03379°E fr:6, rue Cami-Del-Sol                                    | monument històric inventariat                                |                                                 | Modifica les dades a Wikidata |
|        | forn solar d'Odelló                           | Font-romeu, Odelló i Vià                                                                         | forn solar d'alta temperatura               |                                                                                              | 42° 29′ 38″ N, 2° 01′ 45″ E / 42.4939°N,2.0292°E fr:7, rue du Four-Solaire 1535 msnm                        | monument històric inventariat marca «Patrimoni del segle XX» | Odeillo solar furnace                           | Modifica les dades a Wikidata |
|        | l'Aiguaneix del riu Er                        | Er                                                                                               | aiguaneix                                   |                                                                                              | 42° 23′ 17″ N, 2° 06′ 17″ E / 42.388153°N,2.1046868°E                                                       |                                                              |                                                 | Modifica les dades a Wikidata |
|        | la Guingueta d'Ix                             | la Guingueta d'Ix                                                                                | assentament humà poble                      |                                                                                              | 42° 26′ 03″ N, 1° 56′ 38″ E / 42.43416°N,1.94391°E                                                          |                                                              |                                                 | Modifica les dades a Wikidata |
|        | pont megalític d'Eina                         | Eina                                                                                             | pont de llosa de pedra                      |                                                                                              | 42° 28′ 56″ N, 2° 04′ 08″ E / 42.482205°N,2.068777°E                                                        |                                                              |                                                 | Modifica les dades a Wikidata |
|        | punt triple entre Espanya, França i Andorra   | Lles de Cerdanya Porta Encamp                                                                    | trifini internacional                       |                                                                                              | 42° 30′ 10″ N, 1° 43′ 30″ E / 42.50278°N,1.725°E Portella Blanca d'Andorra                                  |                                                              |                                                 | Modifica les dades a Wikidata |
|        | refugi de la Calma                            | Font-romeu, Odelló i Vià                                                                         | refugi de muntanya                          |                                                                                              | 42° 31′ 37″ N, 1° 59′ 37″ E / 42.52694°N,1.99361°E 2105 msnm                                                |                                                              |                                                 | Modifica les dades a Wikidata |
|        | roquer gravat Garreta                         | Enveig                                                                                           | petròglif jaciment arqueològic              |                                                                                              | 42° 27′ 40″ N, 1° 54′ 07″ E / 42.461°N,1.9019°E fr:cité d'Enveitg                                           | monument històric catalogat                                  | Rocher gravé Garreta                            | Modifica les dades a Wikidata |
|        | safareig de Dorres                            | Dorres                                                                                           | safareig                                    |                                                                                              | 42° 29′ 06″ N, 1° 56′ 28″ E / 42.48501462035618°N,1.9412112236022951°E                                      |                                                              |                                                 | Modifica les dades a Wikidata |
|        | túmul de la Jaça Gran                         | Vallcebollera                                                                                    | túmul dolmen                                |                                                                                              | 42° 23′ 59″ N, 2° 01′ 39″ E / 42.39975°N,2.0274444444444°E                                                  |                                                              |                                                 | Modifica les dades a Wikidata |
|        | túnel del Pimorent                            | Portè L'Ospitalet                                                                                | túnel de carretera                          | Travessa: Pirineus Hi passa: carretera N20 Route nationale 523 E09 Llarg: 4820m              | 42° 33′ 00″ N, 1° 48′ 53″ E / 42.55°N,1.81472°E                                                             |                                                              | Tunnels du Puymorens                            | Modifica les dades a Wikidata |
|        | viaducte de Porta                             | Porta                                                                                            | pont ferroviari                             | Travessa: riu Querol Hi passa: línia Portèth Sent Simon - Puigcerdà                          | 42° 30′ 01″ N, 1° 50′ 26″ E / 42.5004°N,1.8406°E fr:Carol                                                   | monument històric inventariat                                | Viaduc sur le Carol                             | Modifica les dades a Wikidata |